# Liste des édifices religieux de Lyon

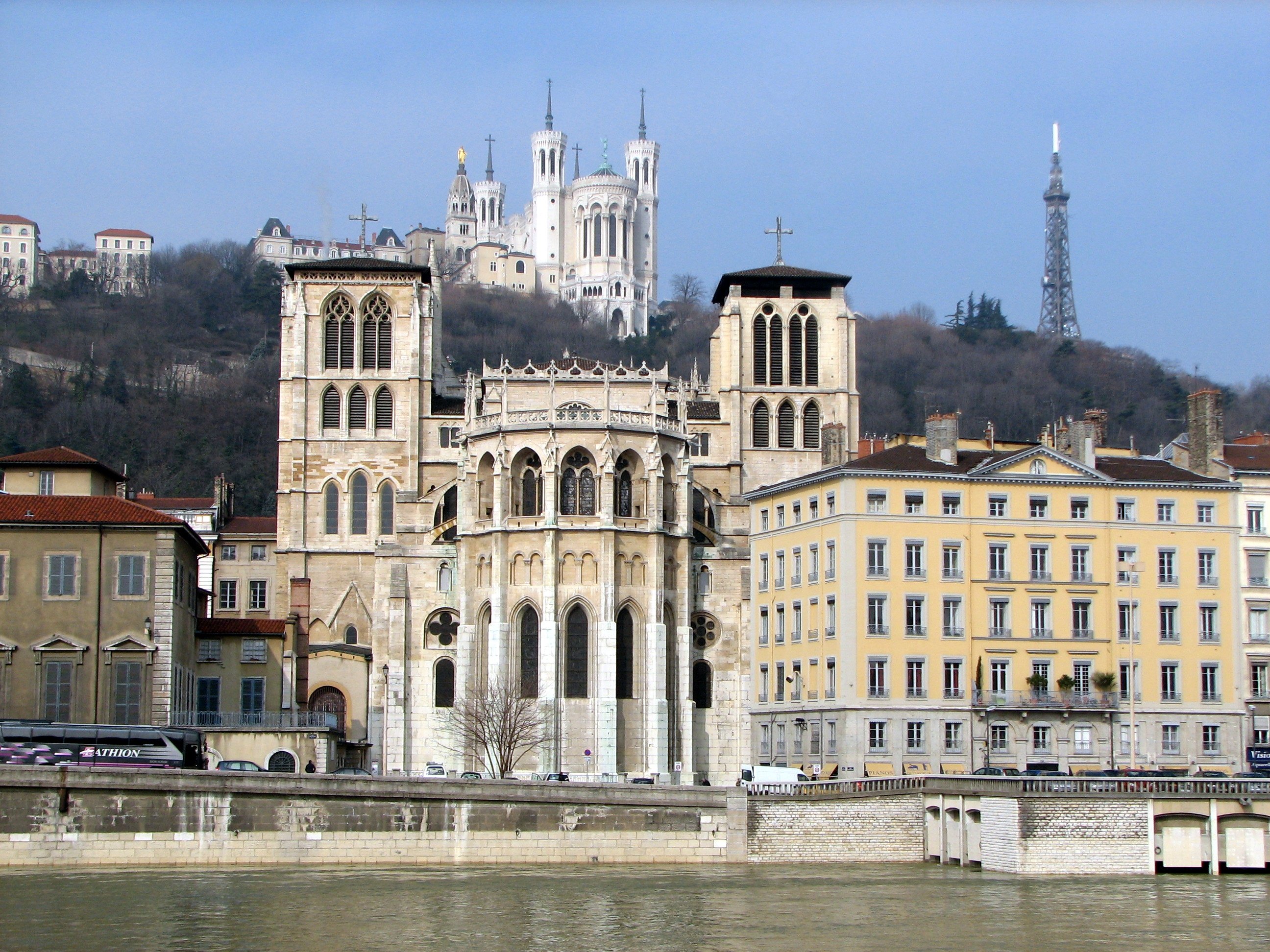
La Primatiale Saint-Jean et la basilique Notre-Dame de Fourvière en arrière-plan.

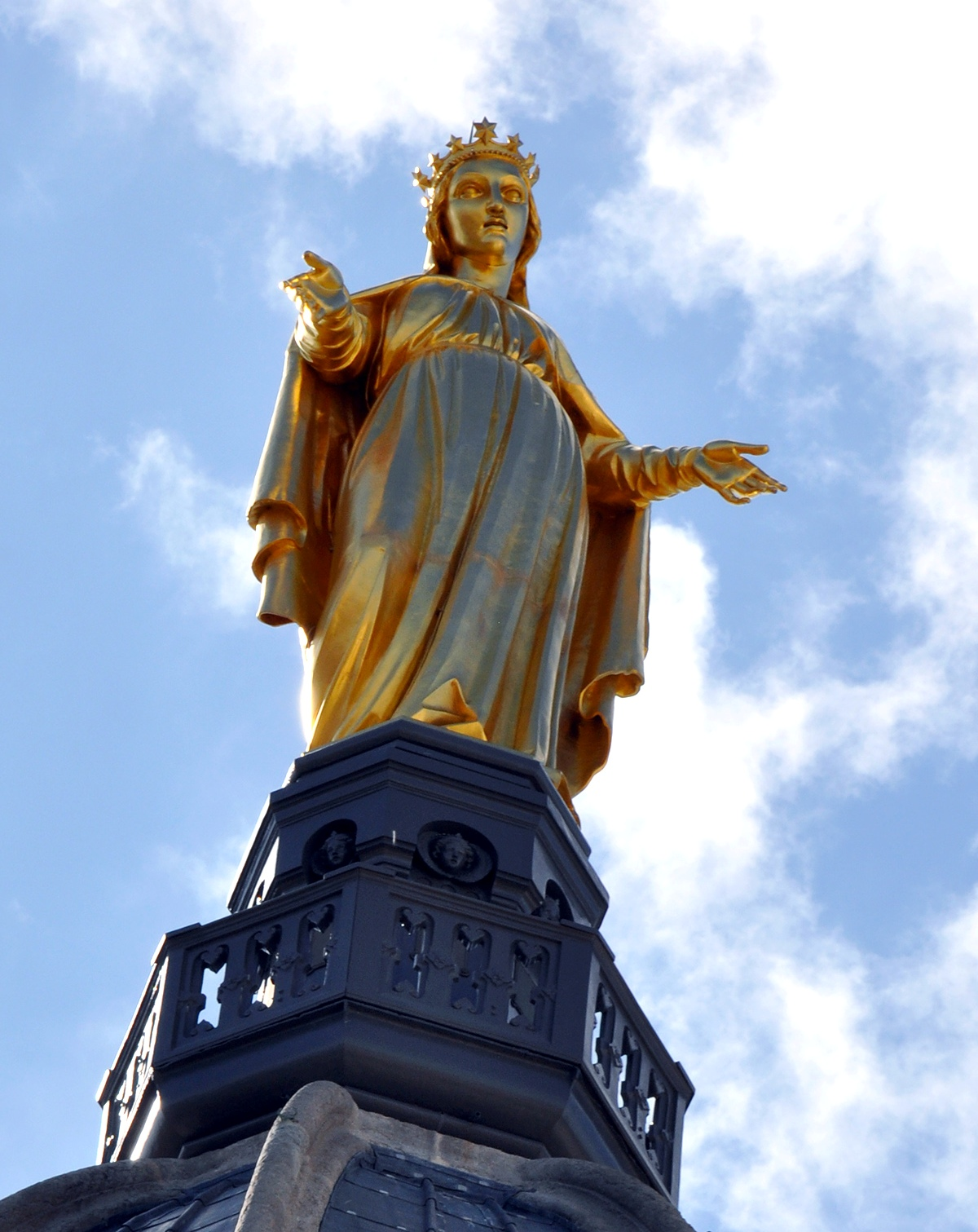
La vierge dorée veille sur Lyon

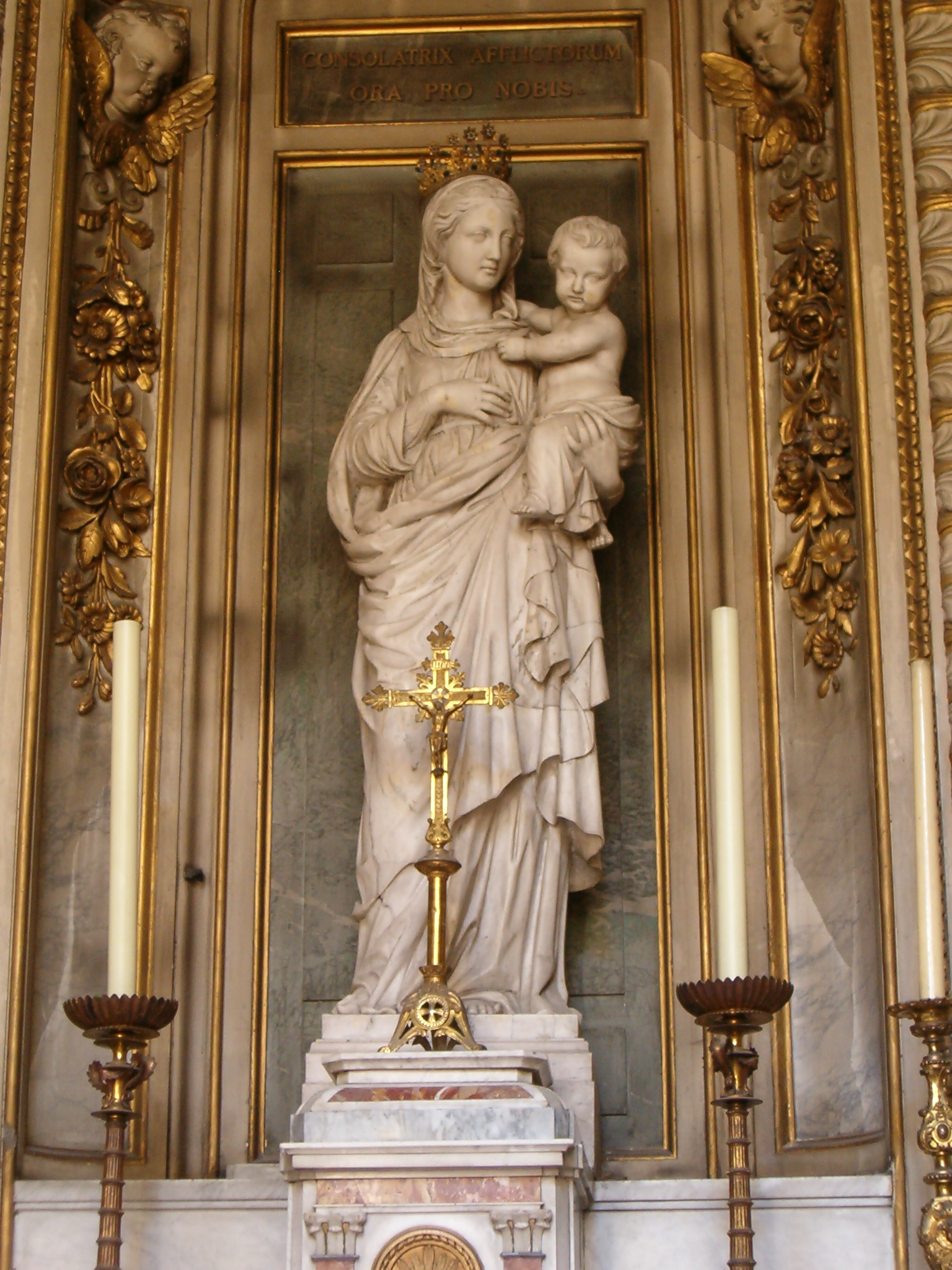
La vierge des Chartreux sculptée par Joseph-Hugues Fabisch, sculpteur officiel du Diocèse de Lyon

La ville de Lyon possède un riche patrimoine religieux : églises, monastères, couvents, congrégations religieuses et autres statues d'angle de rues. Cette liste classe les édifices religieux par arrondissement et les bâtiments par type.

## 1erarrondissement

### Culte catholique
- Église Saint-Bruno-lès-Chartreux, rue Pierre Dupont : église baroque de Ferdinand-Sigismond Delamonce
- Église du Bon-Pasteur, rue Neyret : église des pentes de la Croix-Rousse. Non vouée au culte, sans parvis, les portes débouchent à trois mètres du sol.
- Église Saint-Polycarpe, rue René Leyraud : église Saint-Polycarpe des XVIIe et XVIIIe siècles
- Église Notre-Dame-Saint-Vincent, quai Saint-Vincent : église de style néo-classique, restaurée en 1990
- Église Saint-Pierre-des-Terreaux de Lyon, rue Paul Chenavard : ancienne église du couvent des Dames de Saint-Pierre (du XIIe au XVIIIe siècle). Aujourd’hui glyptothèque du musée des beaux-arts de Lyon.
- Église Saint-Bernard, rue de Général de Sève, construite de 1857 à 1866 sur l'emplacement de l'ancien couvent des Bernardines de Lyon aujourd'hui désacralisée.
- Chapelle du Sacré-Cœur des Chartreux, rue Pierre Dupont.
- Chapelle institution des Chartreux, rue Pierre Dupont.
- Chapelle des Colinettes, Montée Saint-Sébastien, devenu hôpital militaire Villemanzy, fermé.
- Chapelle des Sœurs de Saint-Charles, montée des Carmélites.
- Église Saint-Saturnin, à quelques mètres de l'église Saint-Pierre, construite au Xe siècle et détruite pendant la Révolution.
- Église Notre-Dame de la Platière, détruite

### Culte musulman
- Mosquée Koba : 10, bis rue Imbert-Colomès.

### Culte protestant
- Église évangélique Bonne Nouvelle, quai Saint-Vincent.
- Temple protestant des Terreaux, rue Lanterne

### Témoins de Jéhovah
- Salle du royaume, rue Mottet de Gérando.

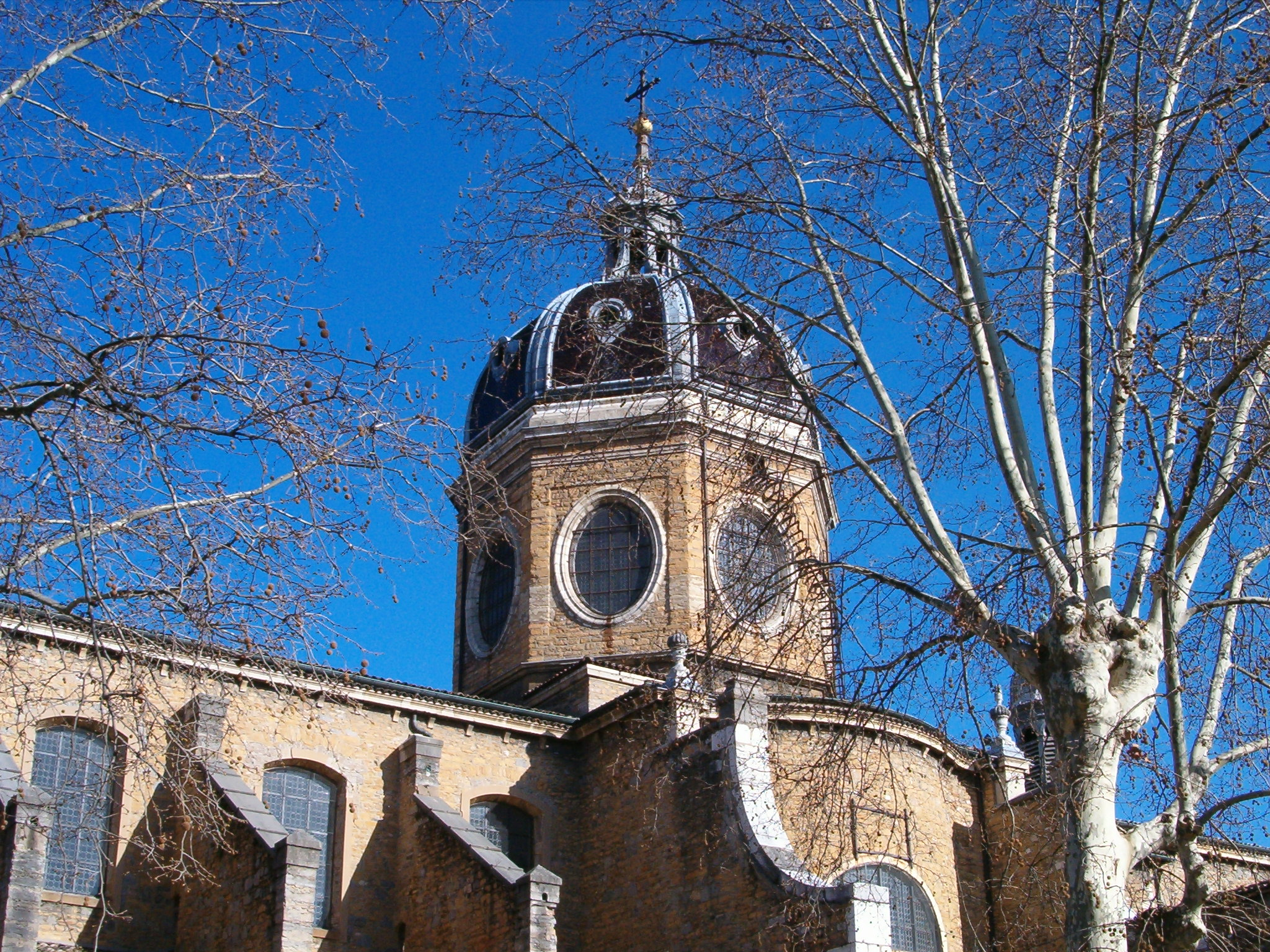
Saint-Bruno des Chartreux
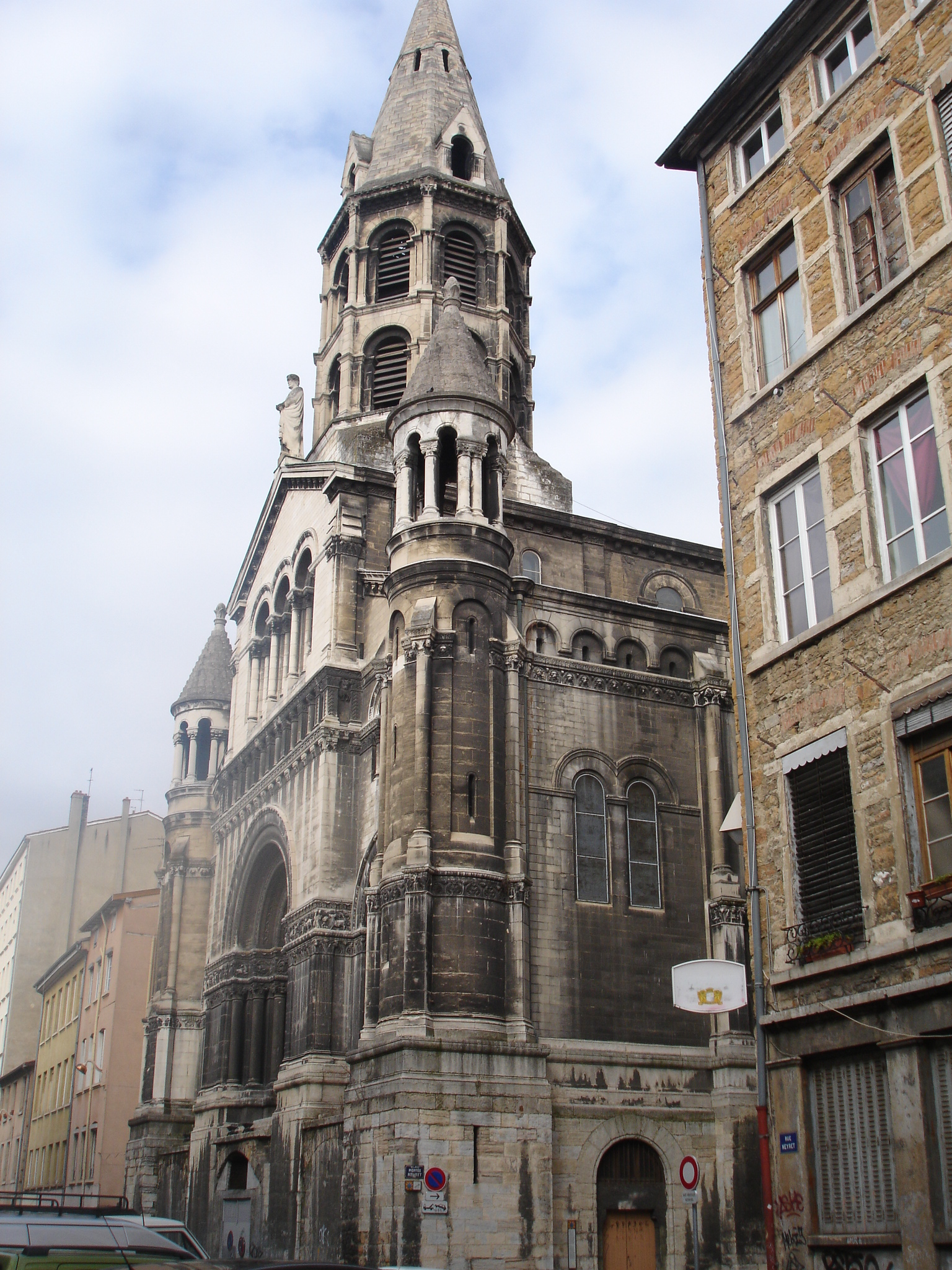
Le Bon Pasteur
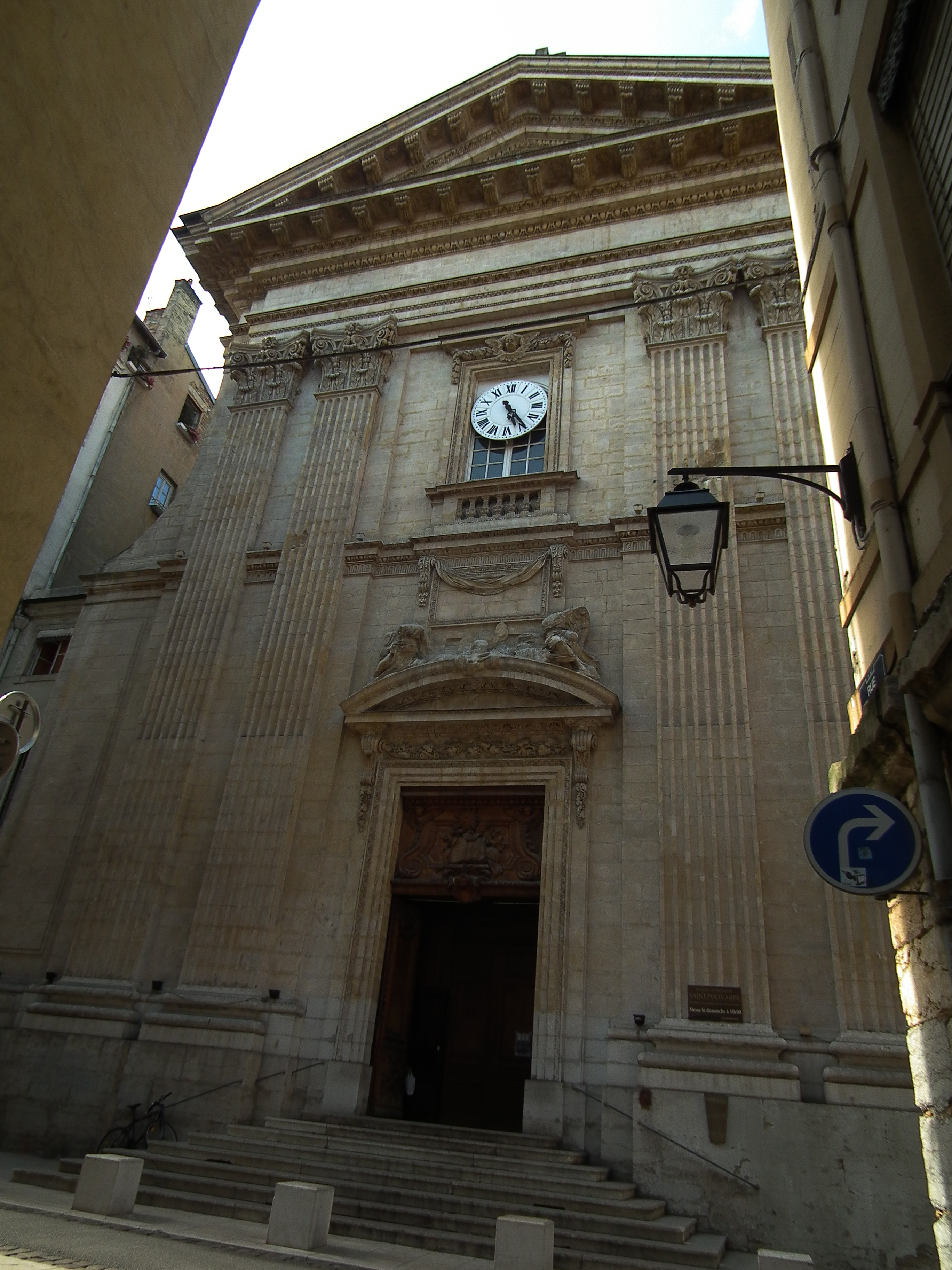
Église Saint-Polycarpe
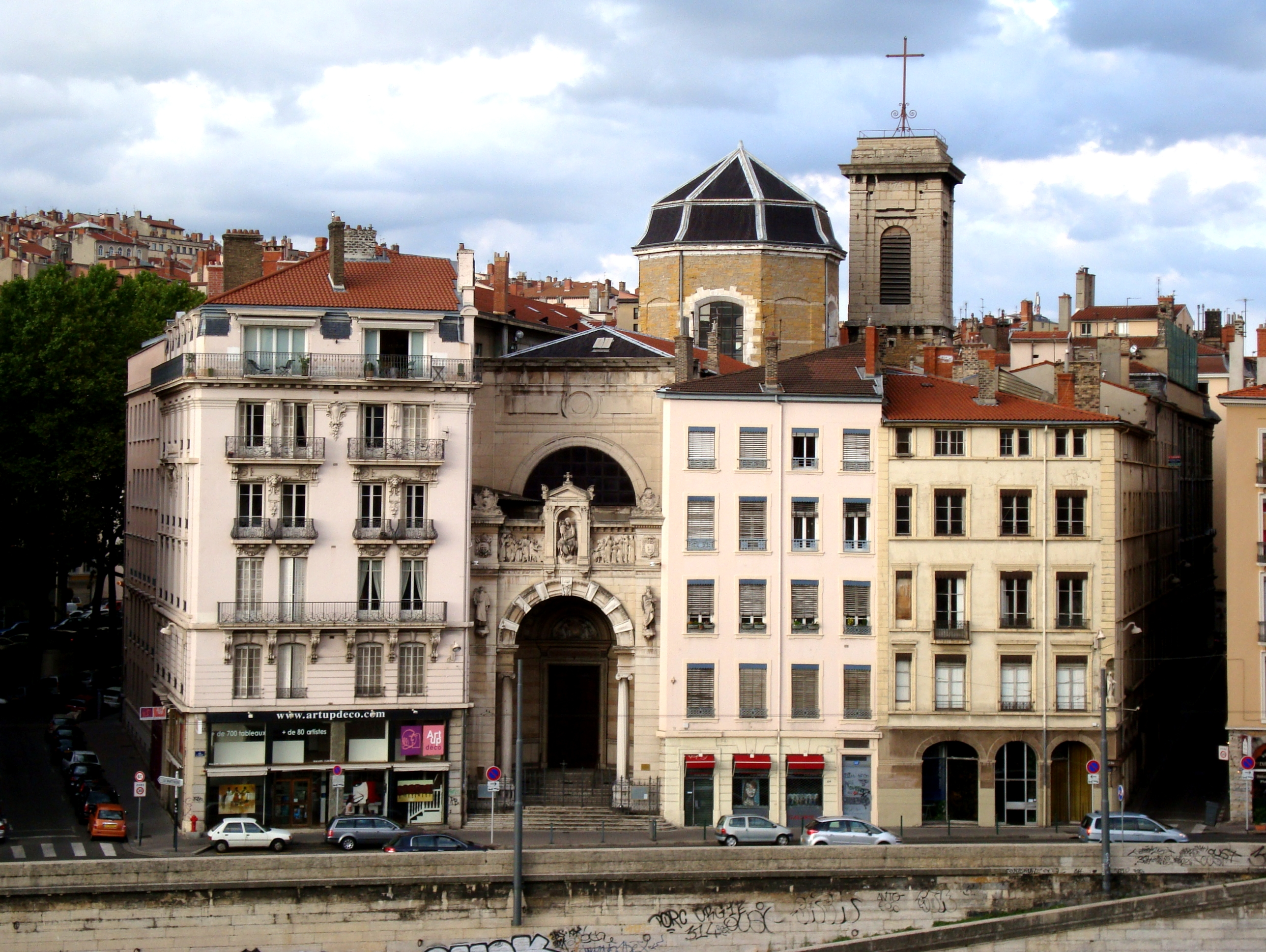
Église Notre-Dame & Saint-Vincent

## 2earrondissement

### Culte catholique
- Basilique Saint-Martin d'Ainay, place d'Ainay : basilique romane du XIe siècle dans le quartier d'Ainay
- Église Saint-Nizier, place Saint-Nizier : église bâtie du XIVe au XVIIe siècle située dans le quartier des Cordeliers
- Basilique Saint-Bonaventure, place des Cordeliers : église des Cordeliers, moines (Franciscains) du XIVe au XXe siècle
- Église Sainte-Blandine, Cours Charlemagne : église du XIXe siècle sur le cours Charlemagne dans le quartier de Perrache
- Église Sainte-Croix, rue de Condé : église dans le 2e arrondissement
- Église Saint-François de Sales, rue Auguste Comte : église de 1830, dôme, façade monumentale, grand orgue Cavaillé-Coll.
- Chapelle de l'Hôtel-Dieu (Notre-Dame-de-Pitié), place de l'Hôpital : chapelle de l’hôpital du XVIIe siècle située dans le quartier de Bellecour
- Chapelle de la Trinité, rue de la Bourse, dans le lycée Ampère : le fleuron de l'art baroque
- Chapelle Paul-Couturier, 12 rue Henri IV : chapelle située dans le foyer du même nom, lieu de création en particulier de la Semaine de prière pour l'unité des chrétiens.
- Bateau chapelle le Lien quai Rambaud.
- Chapelle Saint-Ignace des clarisses, rue Sala.
- Chapelle Saint-Marc de l'ensemble scolaire, rue Sainte-Hélène.
- Clocher de l'hôpital de la Charité, place Antonin Poncet.
- Chapelle Saint-Irénée: Anciennement située rue d'Inkermann (maintenant quai Perrache), elle est la résultante d'une communauté de catholiques traditionalistes existant depuis 1972 et alors initialement guidée par l'abbé Paul Aulagnier. Celle-ci subit d'abord une perte de certains ses membres qui devinrent, en 1980, sédévacantistes à la suite de l'action du père Michel Guérard des Lauriers puis une scission lorsque fut créée, en 1988, la Fraternité sacerdotale Saint-Pierre. Indécelable depuis la rue, l'intérieur de la chapelle ressemble à une véritable église où les prêtres de la Fraternité sacerdotale Saint-Pie-X célèbrent la liturgie selon le rite tridentin. Adjacente à cette dernière, se trouve le prieuré éponyme.
- Couvent des Célestins de Lyon.
- Bateau-chapelle des bateliers de Lyon

### Culte hébraïque
- Grande Synagogue du quai Tilsitt (Lyon)

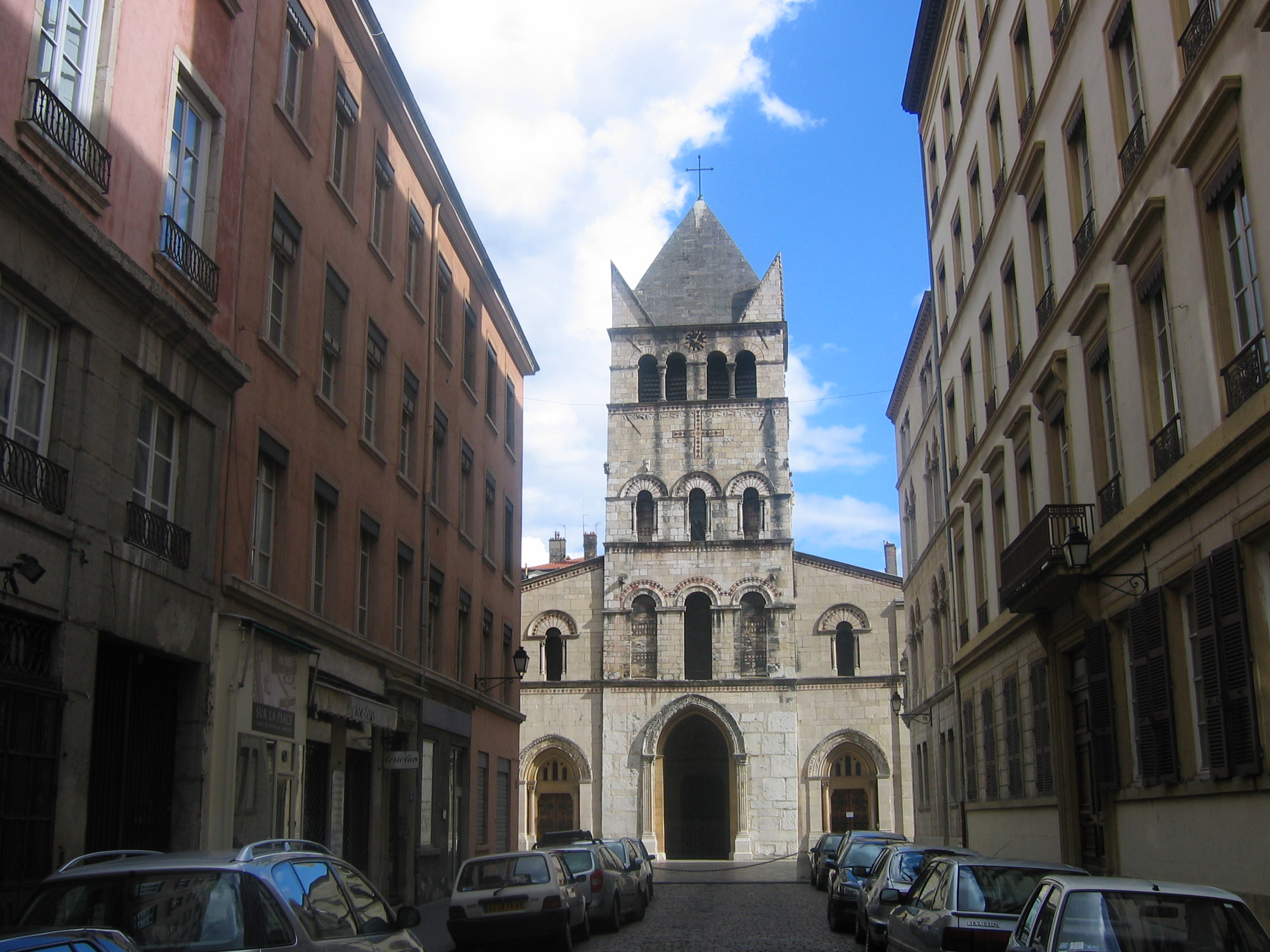
La basilique Saint-Martin d'Ainay
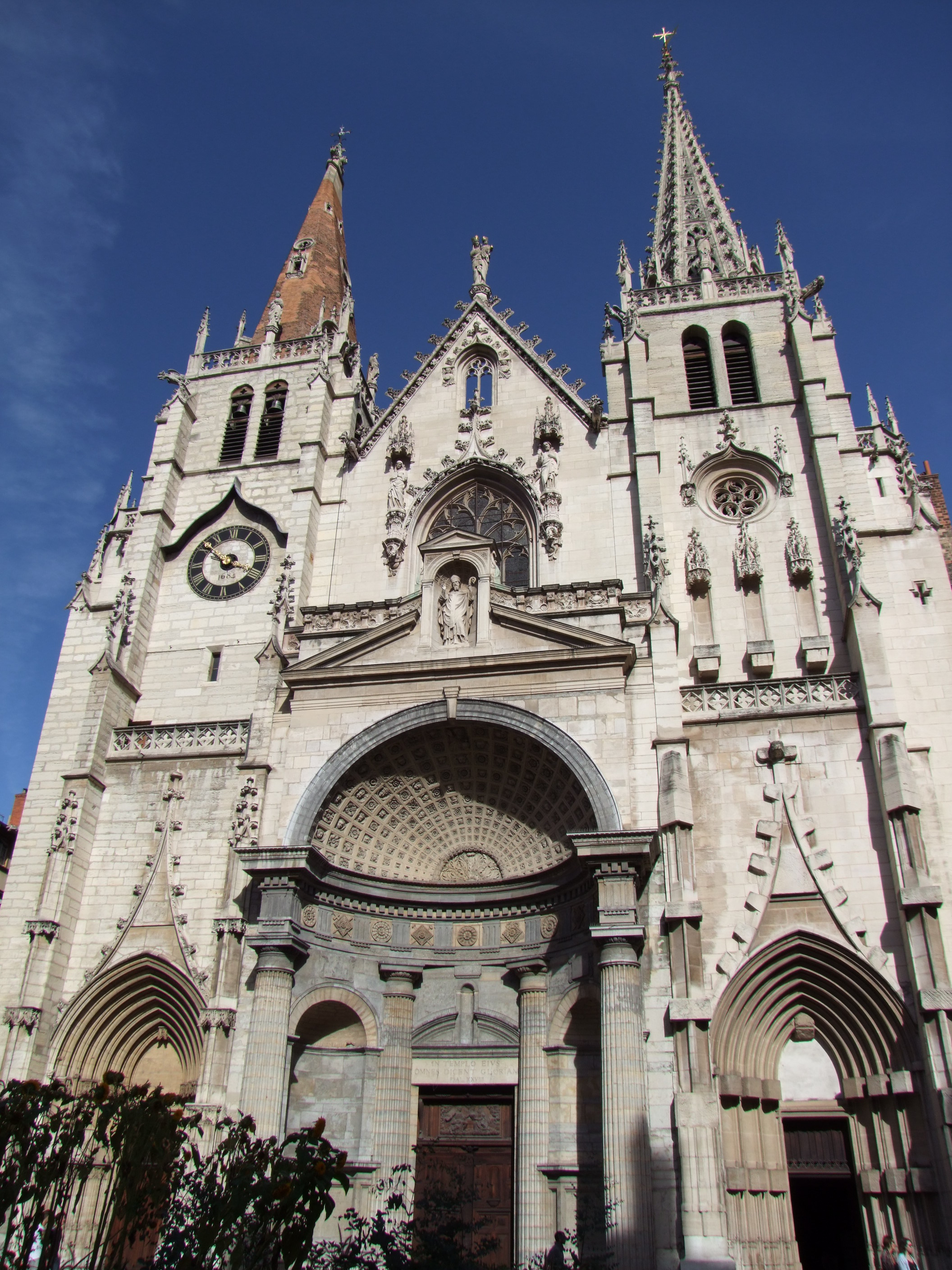
Façade de l'église Saint-Nizier
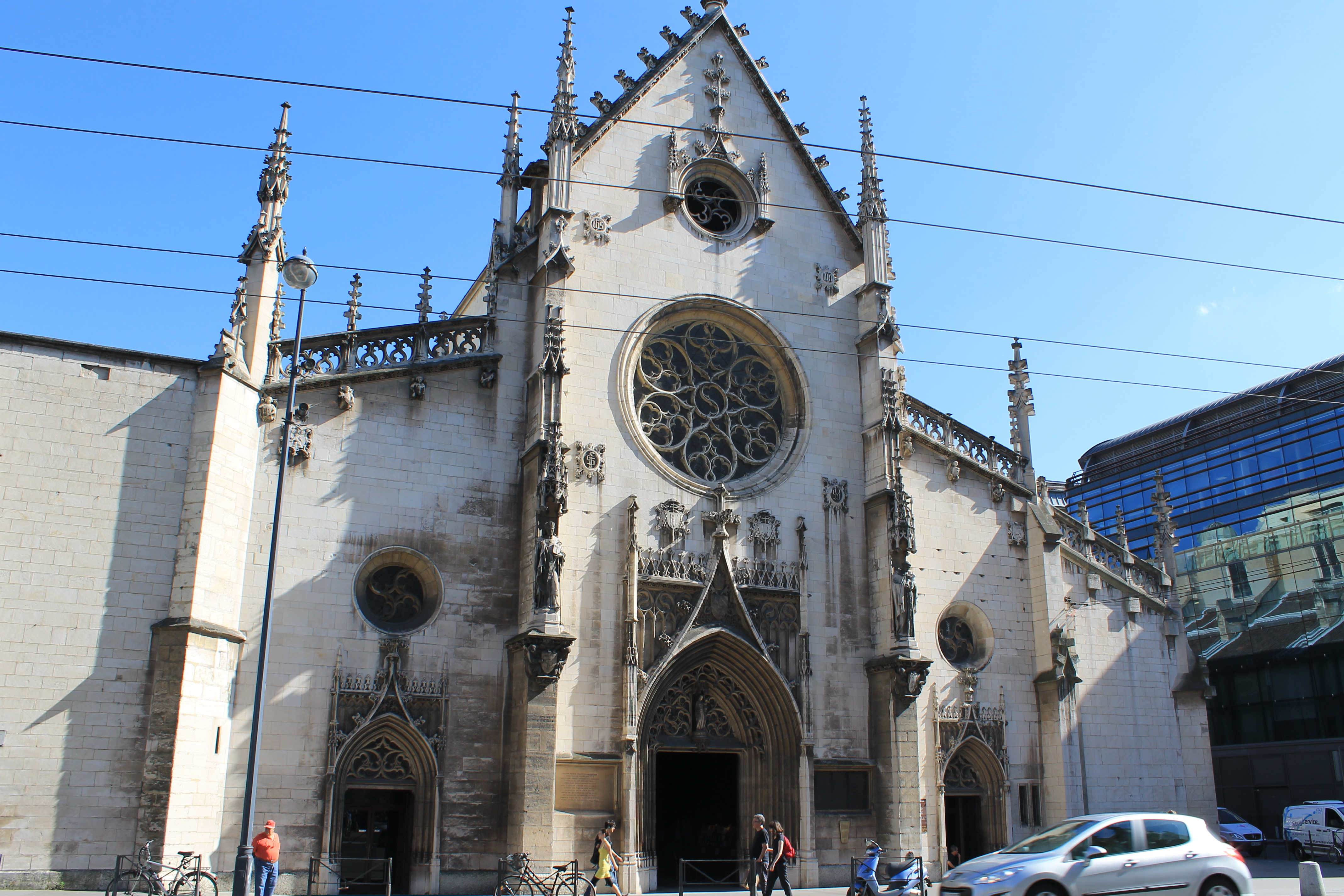
Façade de l'église Saint-Bonaventure
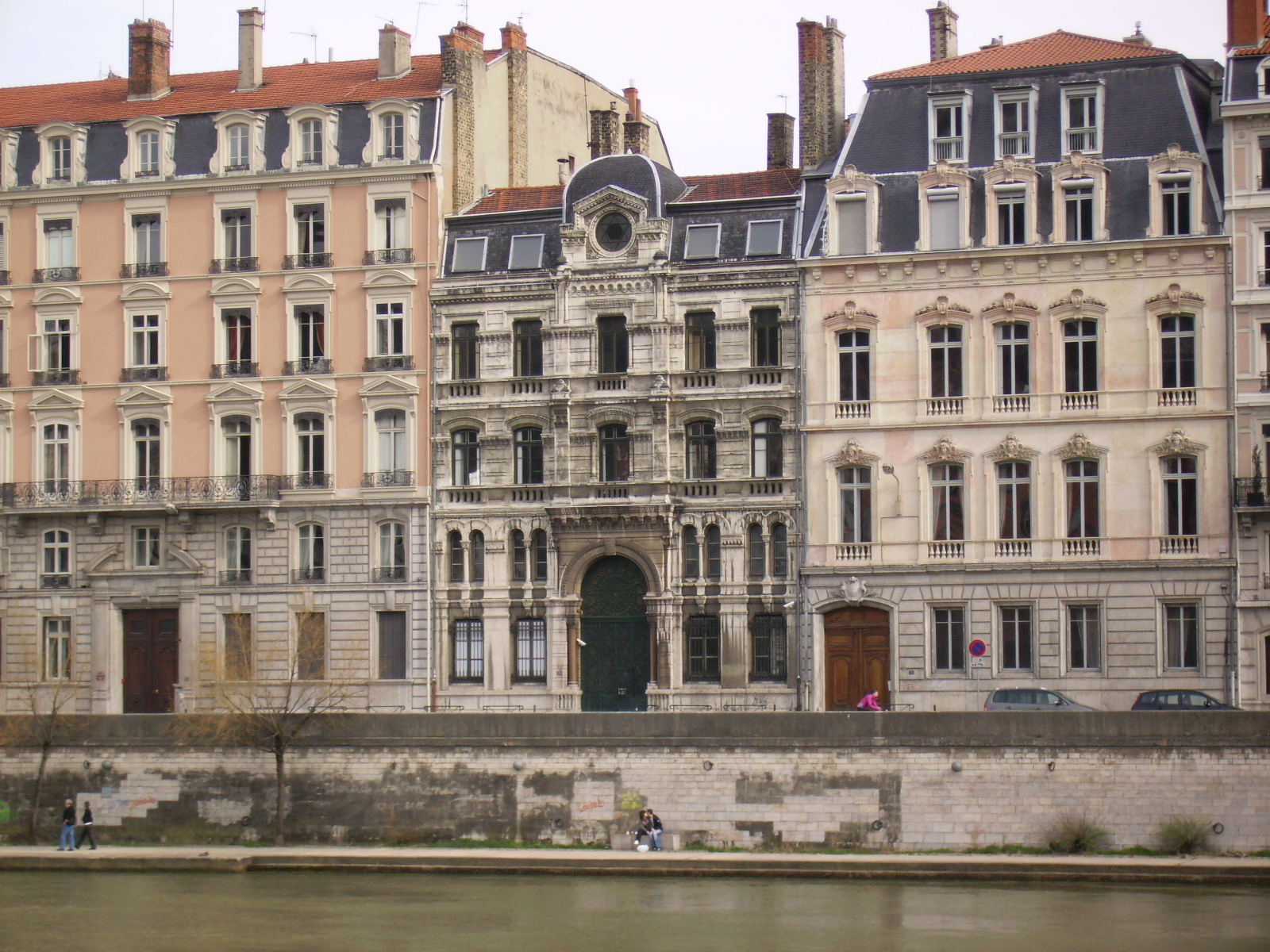
Synagogue de Lyon, quai Tilsitt

## 3earrondissement

### Culte arménien
- Église arménienne Saint-Jacques, rue André Philip.

### Culte catholique
- Église du Sacré-Cœur, rue Antoine Charial : inachevée, sans dôme ni nef
- Église Notre-Dame-du-Bon-Secours, avenue du Château : église du quartier de Montchat
- Église Sainte-Jeanne-d'Arc, rue Jeanne d'Arc.
- Église du Saint-Sacrement, rue Étienne Dolet.
- Église de l'Immaculée Conception, rue Pierre Corneille : quartier de La Guillotière
- Chapelle de l'hôpital Édouard-Herriot, rue du Professeur Florence : chapelle du quartier de Grange Blanche.
- Chapelle de l'hôpital Desgenettes, Cours Éugénie.
- Chapelle des Petite Sœurs des Pauvres, rue Gandolière.
- Église Sainte-Anne de Baraban (aujourd'hui détruite[1])
- Église de la cité Rambaud, détruite.

### Culte musulman
- Mosquée Abou Bakr : 19, rue Paul-Bert, fermée.
- Mosquée Es-Salam : 119, rue Baraban, fermée.

### Culte protestant
- Grand Temple de Lyon, église réformée EPUdF, 3 quai Victor-Augagneur
- Église évangélique arménienne, rue du Docteur Paul Diday.
- Armée du Salut, Congrégation 304 rue Duguesclin
- Église réformée, rue Constant (détruite).
- Évangélique Mission protestante, rue Paul Bert.

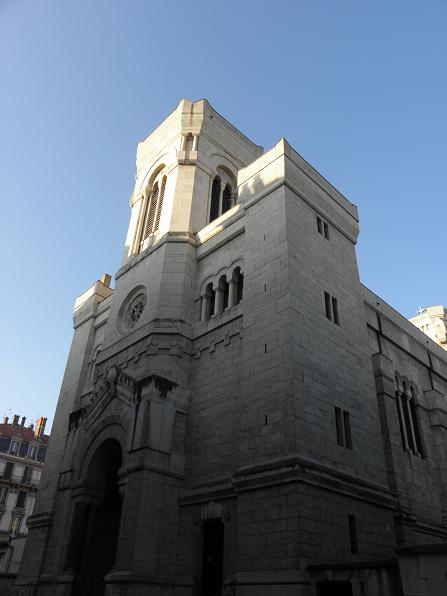
Église de l'Immaculée Conception
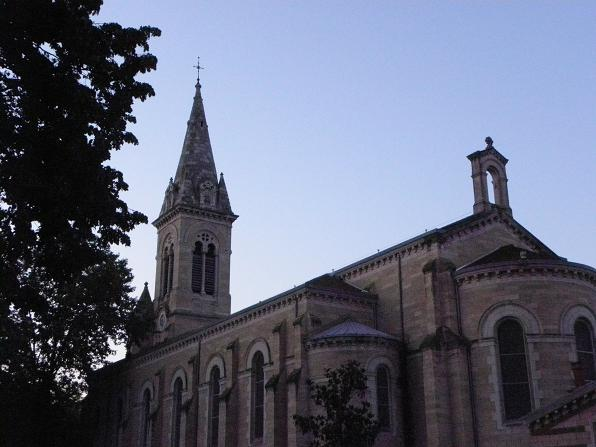
Église N.D. du Bon Secours, quartier de Montchat
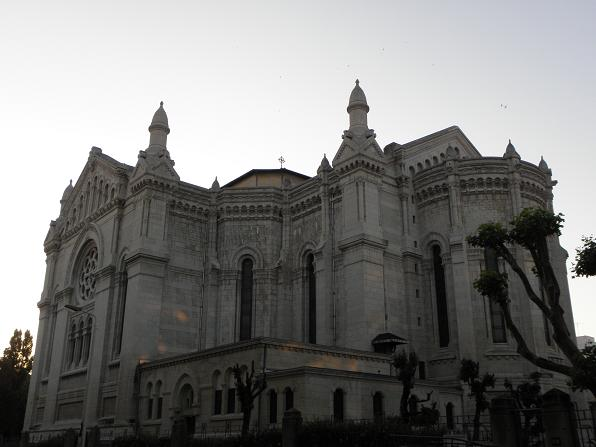
Église du Sacré-Cœur
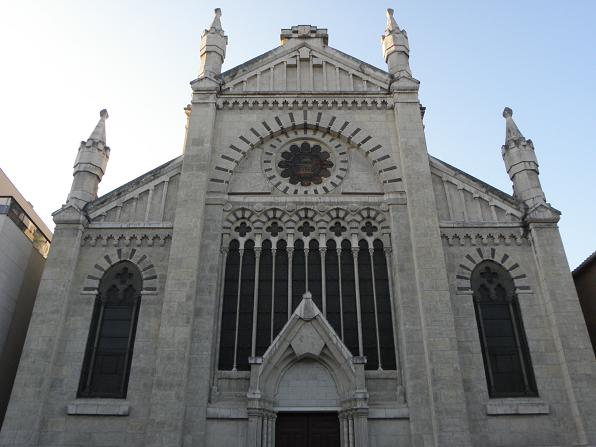
Église du Saint-Sacrement
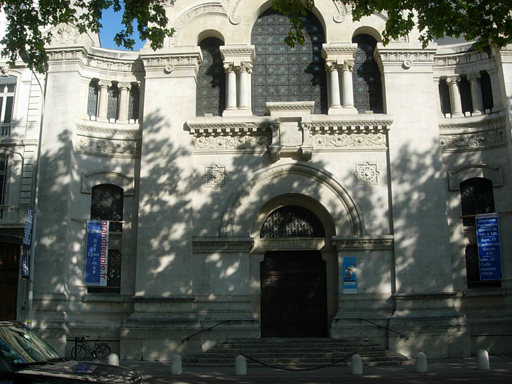
Façade du Grand Temple

## 4earrondissement

### Culte catholique
- Saint-Augustin, rue Denfert Rochereau : église romano-byzantine du plateau de la Croix-Rousse
- Saint-Charles de Serin, rue André Bonin : église détruite puis rebâtie après la construction du tunnel de la Croix-Rousse
- Église Saint-Denis, rue Jacques Louis Hénon : église
- Église Sainte-Élisabeth, rue Jacques Louis Hénon : église sur le plateau de la Croix-Rousse
- Église Saint-Eucher, rue des Actionnaires.
- Chapelle de la congrégation des Petites Sœurs des Pauvres, rue Jacques Louis Hénon.
- Chapelle de l'hôpital, 103 Grand Rue de la Croix Rousse.
- Chapelle de la Providence des Trinitaires, rue Bony.

## 5earrondissement

### Culte catholique

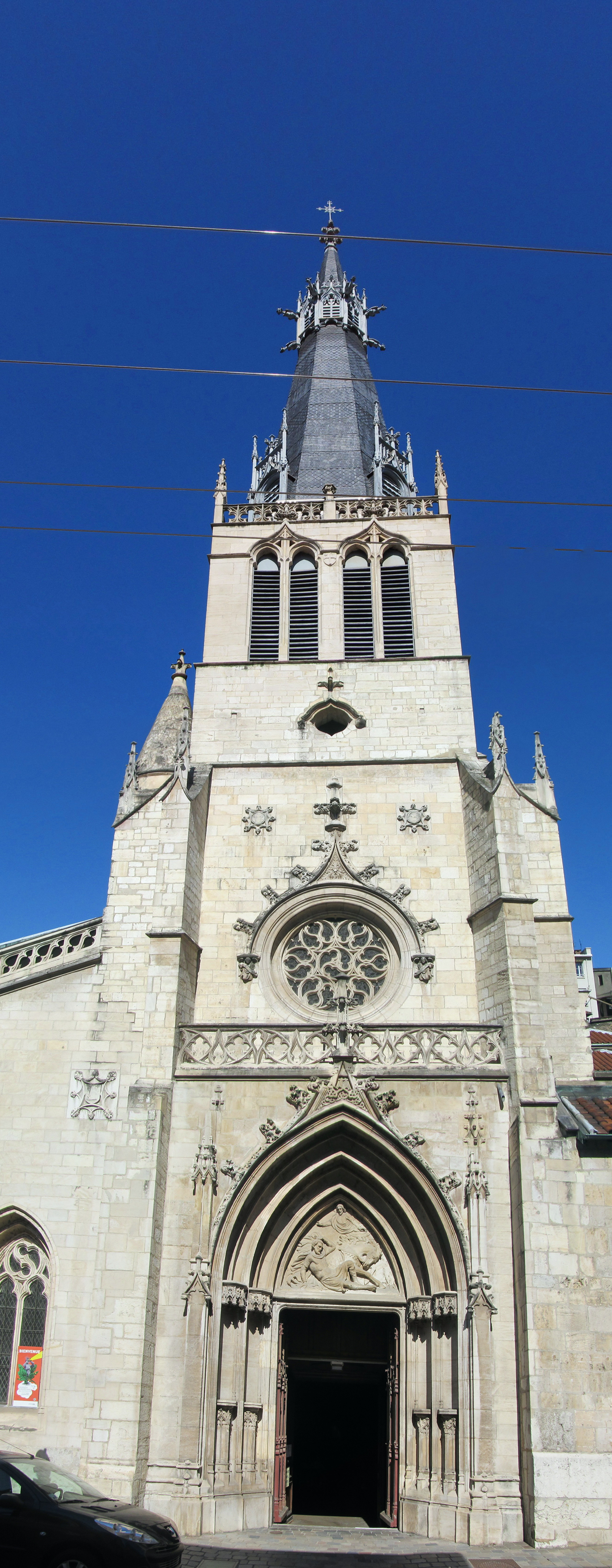
Église Saint-Paul.

- Primatiale Saint-Jean-Baptiste (ou cathédrale Saint-Jean), place Saint-Jean, dans le Vieux Lyon. L'Archevêque de Lyon est l'Évêque des Gaules, premier évêché de France. Son titulaire détient le titre honorifique de primat des Gaules prévalant sur l'ensemble des autres hommes d'Église en France.
- Notre-Dame de Fourvière, place de Fourvière, dédiée à l'Immaculée Conception. Sa construction a commencé en 1872, mais les œuvres de sculpture n'ont jamais été achevées. Située au sommet de la colline, elle est un des repères les plus visibles depuis toute l'agglomération lyonnaise. Elle est fréquentée chaque année par plus de deux millions et demi de visiteurs.
- Chapelle Saint-Thomas de Canterbury, place de Fourvière (jouxtant l'arrière de la chapelle de la Vierge).
- Chapelle Notre-Dame-de Fourvière, dite Chapelle de la Vierge, place de Fourvière, datant de 1168. Ces deux chapelles ont été en partie reconstruites à la fin du XVIème. Le clocher de la chapelle de la Vierge qui comptait une girouette aux armes du Doyen et des chanoines comtes de St Jean, depuis 1580, a été profondément remanié par Alphonse Duboys afin d'y installer, le 8 décembre 1852, une magistrale statue de la Vierge Marie ouvrant ses bras sur la ville de Lyon. Cette statue recouverte d'or mesure 5,60 m de haut et est signée par Joseph-Hugues Fabisch ; statue de la Vierge miraculeuse, objet de pèlerinages, ex-voto.
- Église Notre-Dame du Point du Jour, rue de Champvert : église sur le plateau du 5e arrondissement.
- Église Sainte-Anne de Ménival, avenue de Ménival : église de Ménival.
- Église Saint-Irénée, place Saint-Irénée : abside paléochrétienne, crypte restaurée, calvaire de Lyon
- Église Saint-Georges, rue Saint-Georges : église du XIXe siècle de l'architecte Pierre Bossan où la messe est célébrée dans le rite extraordinaire.
- Église Saint-Just, rue des Farges : une des plus grandes églises de Lyon, détruite par les protestants en 1562, puis reconstruite au XVIe siècle. Façade de XVIIIe siècle par Ferdinand-Sigismond Delamonce (pilastres corinthiens)
- Église Saint-Paul, rue Saint-Paul : église des XIIe, XIIIe et XVe siècles : en grande partie romane. Façade gothique.
- Chapelle du centre Don Bosco, rue Roger Radisson.
- Chapelle du foyer Jean Pierre Delahaye, rue Roger Radisson.
- Chapelle Sainte-Claudine de Jésus Marie, place de Fourvière.
- Chapelle des religieuses du Verbe Incarné, rue Roger Radisson.
- Chapelle des Carmes, rue Roger Radisson.
- Chapelle de l'hôpital de Fourvière, rue Roger Radisson.
- Chapelle de la Chartreuse Saint-Just, place de l'Abbé Larue.
- Chapelle du couvent des Carmes déchaussés, rue de Montauban, transformé en établissement scolaire.
- Chapelle de la communauté du Chemin Neuf, Montée du Chemin Neuf.
- Chapelle du couvent des Visitandines de l'Antiquaille, Montée Saint-Barthélemy.
- Chapelle des Lazaristes, Montée Saint-Barthélemy.
- Chapelle de la Maison Pauline Jaricot, Montée Saint-Barthélemy.
- Chapelle Saint-Irénée de rite Byzantin, place Saint-Irénée.
- Chapelle des Servantes du Saint-Sacrement, rue Cleberg.
- Chapelle Sainte-Marie, rue de Montauban.
- Chapelle maison de Thérèse le Cénacle, place de Fourvière.
- Séminaire Saint-Irénée de Lyon, rue Roger Radisson.
- Basilique funéraire Saint-Laurent de Choulans : vestiges d'une basilique funéraire de la fin du Ve siècle et de nombreuses tombes (immeuble Highway)
- Église Saint-Étienne et Sainte-Croix : vestiges des deux églises dans le parc archéologique jouxtant la cathédrale : baptistère
- Église Saint-Romain de Lyon, disparue.
- Église Saint-Alban de Lyon, disparue.
- Église Saint-Pierre-le-Vieux (détruite en 1866)

### Culte protestant
- Temple du Change, ancienne Loge du Change, église réformée depuis 1803

### Témoins de Jéhovah
- Salle du royaume, rue des Anges.

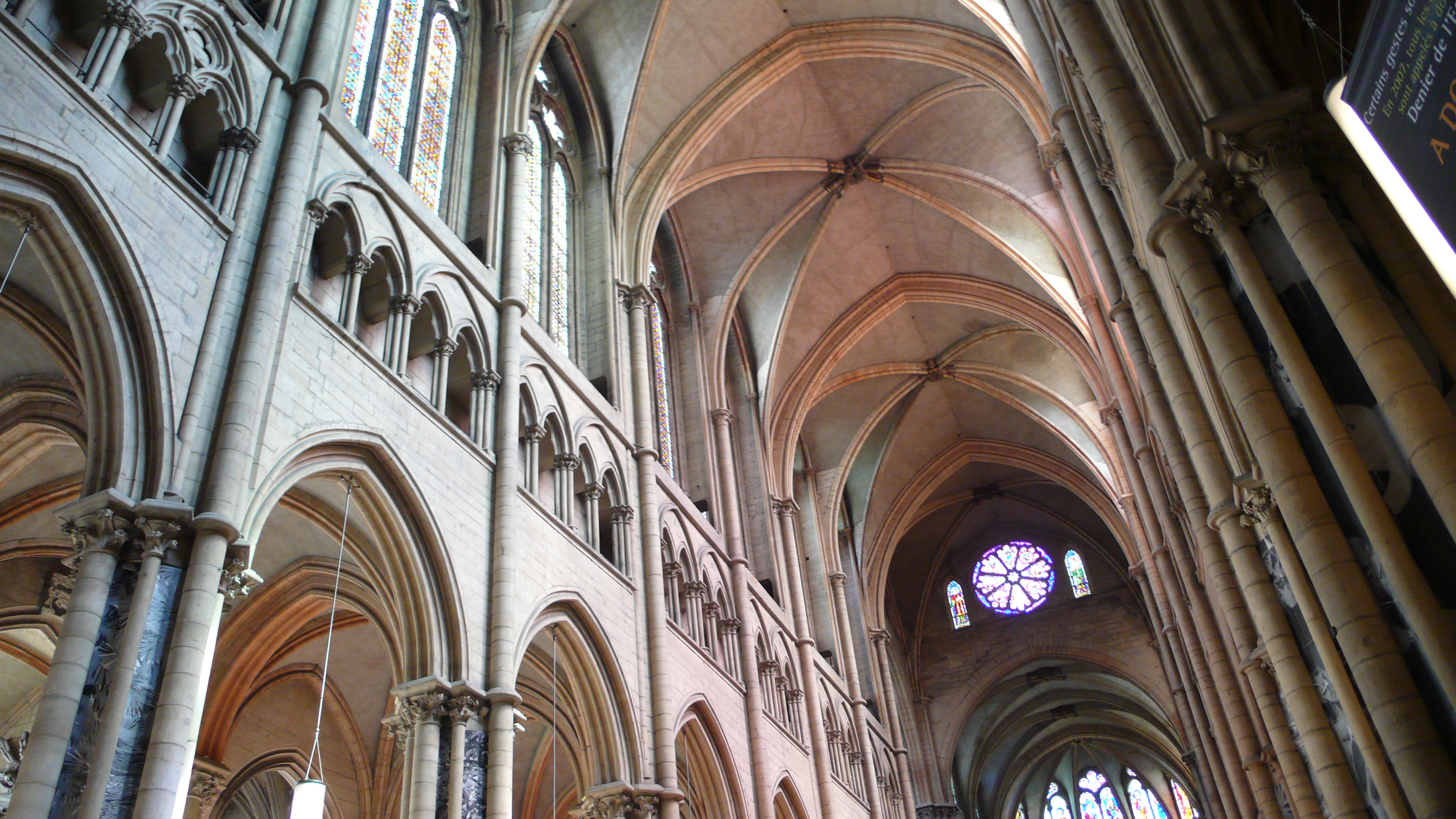
Intérieur de la Primatiale Saint-Jean
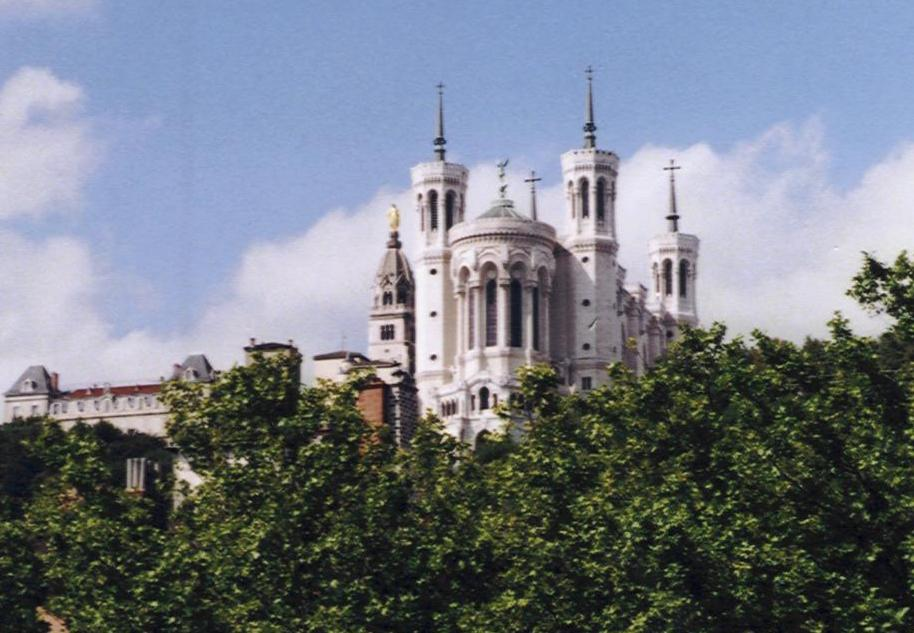
Basilique Notre-Dame de Fourvière
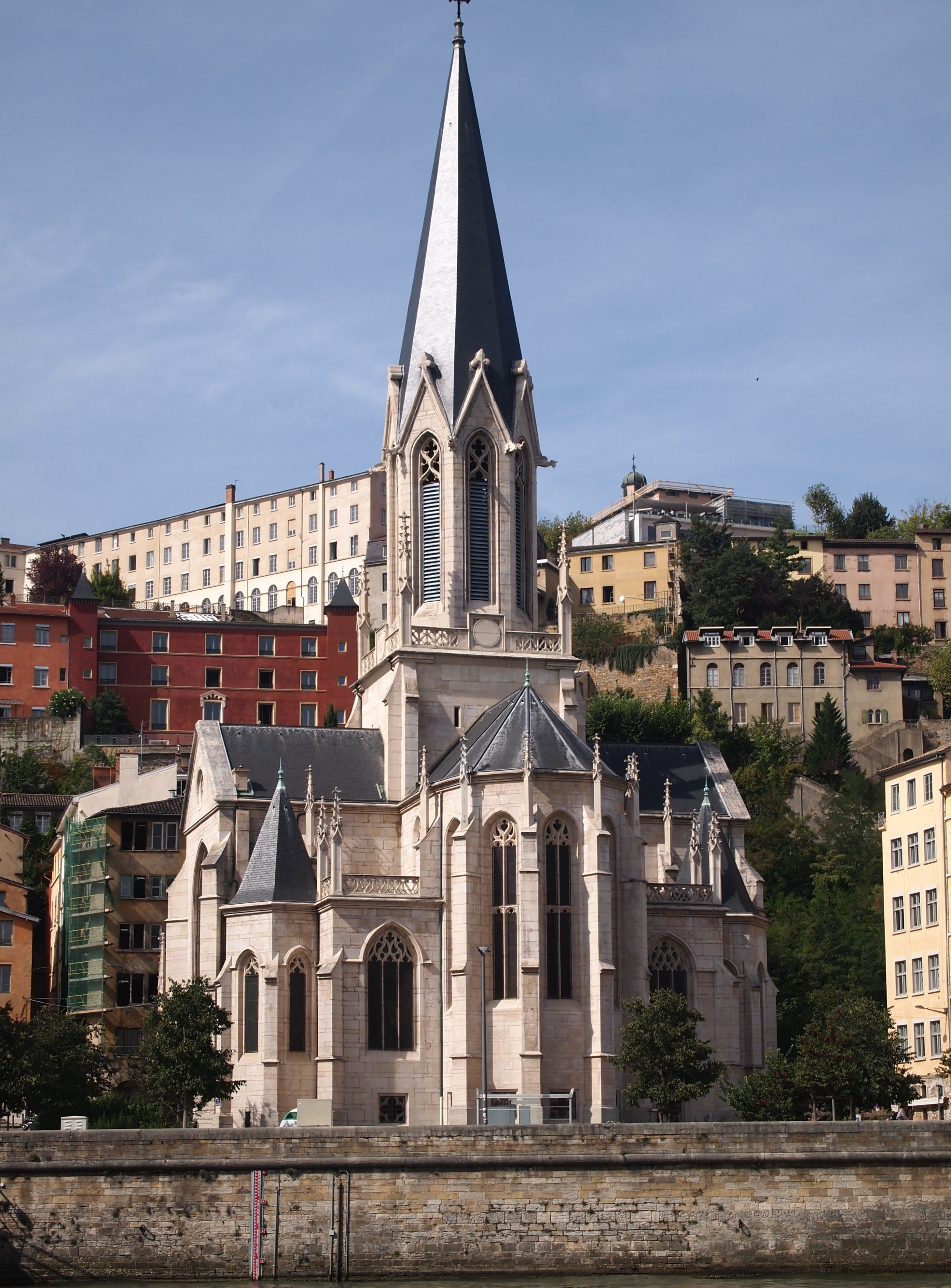
Église Saint-Georges
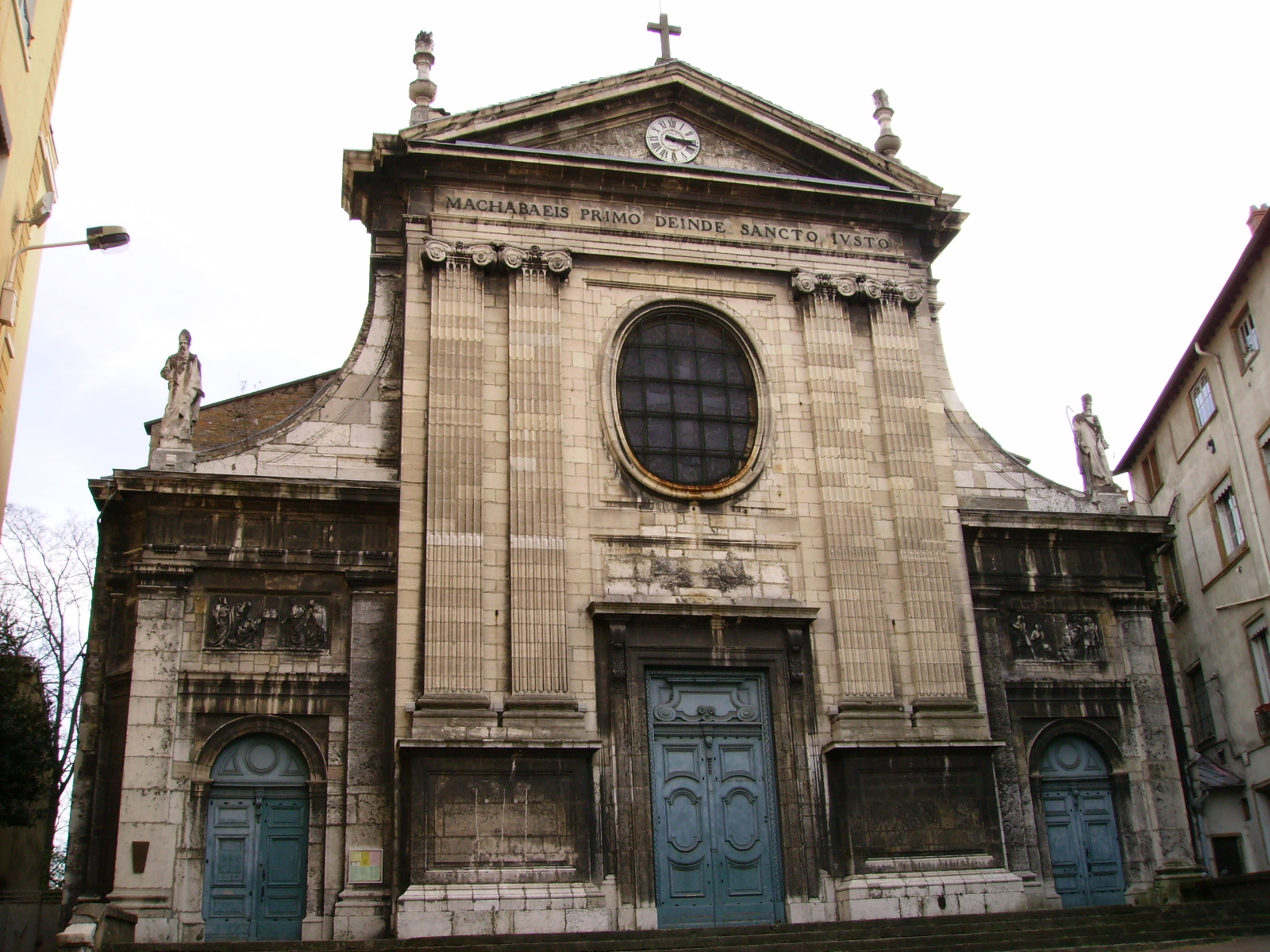
Église Saint-Just
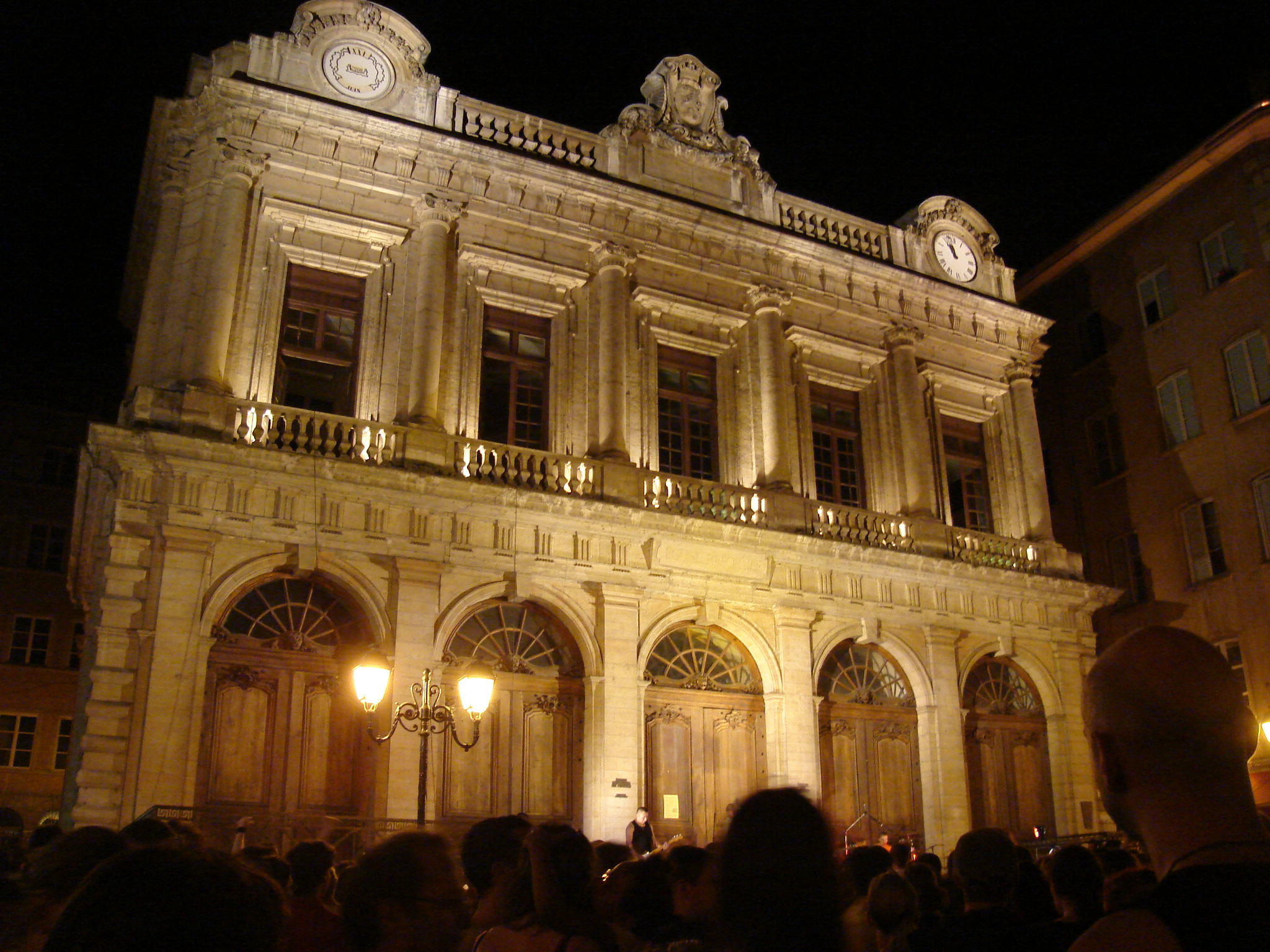
Temple du Change

## 6earrondissement

### Culte catholique
- Église Saint-Pothin, rue de Vendôme.
- Église Notre-Dame de Bellecombe, rue d'Inkermann.
- Église de la Rédemption, rue Vendôme.
- Église Saint-Joseph des Brotteaux, rue Masséna.
- Église du Saint-Nom-de-Jésus, place du Cardinal Jean Villot.
- Chapelle Sainte-Croix, rue de Créqui.

### Culte protestant
- Église luthérienne EPUdF, 12 rue Fénelon.
- Église Évangélique Baptiste, 85 cours Vitton.
- Église Évangélique adventiste, rue Vendôme.
- Église Évangélique pentecôtiste, rue Robert.
- Église néo-apostolique, Cours André Philip.

### Culte orthodoxe
- Église orthodoxe Saint-Nicolas, rue Sainte-Geneviève.

### Témoins de jéhovah
- Salle du royaume, passage Coste.

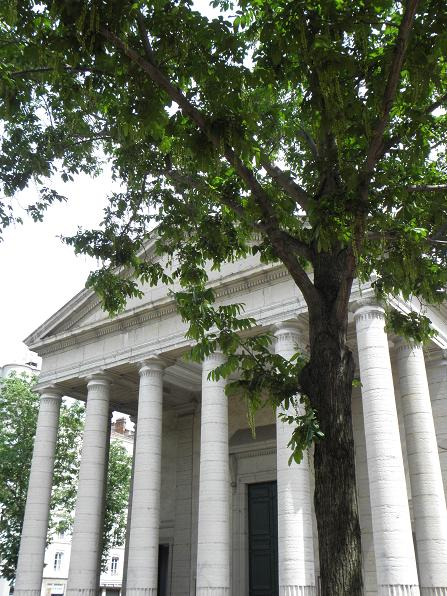
Église Saint-Pothin de Lyon : façade ouest
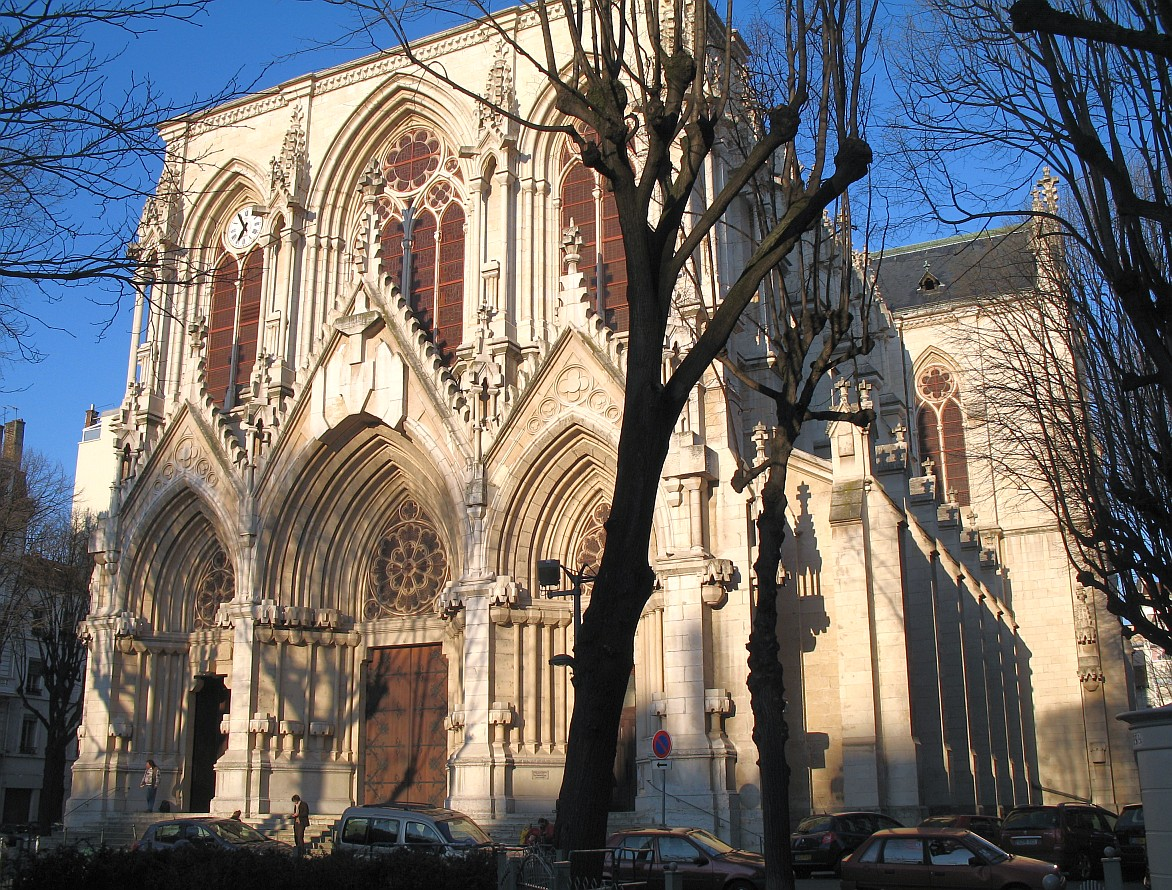
Église de la Rédemption de Lyon : façade ouest
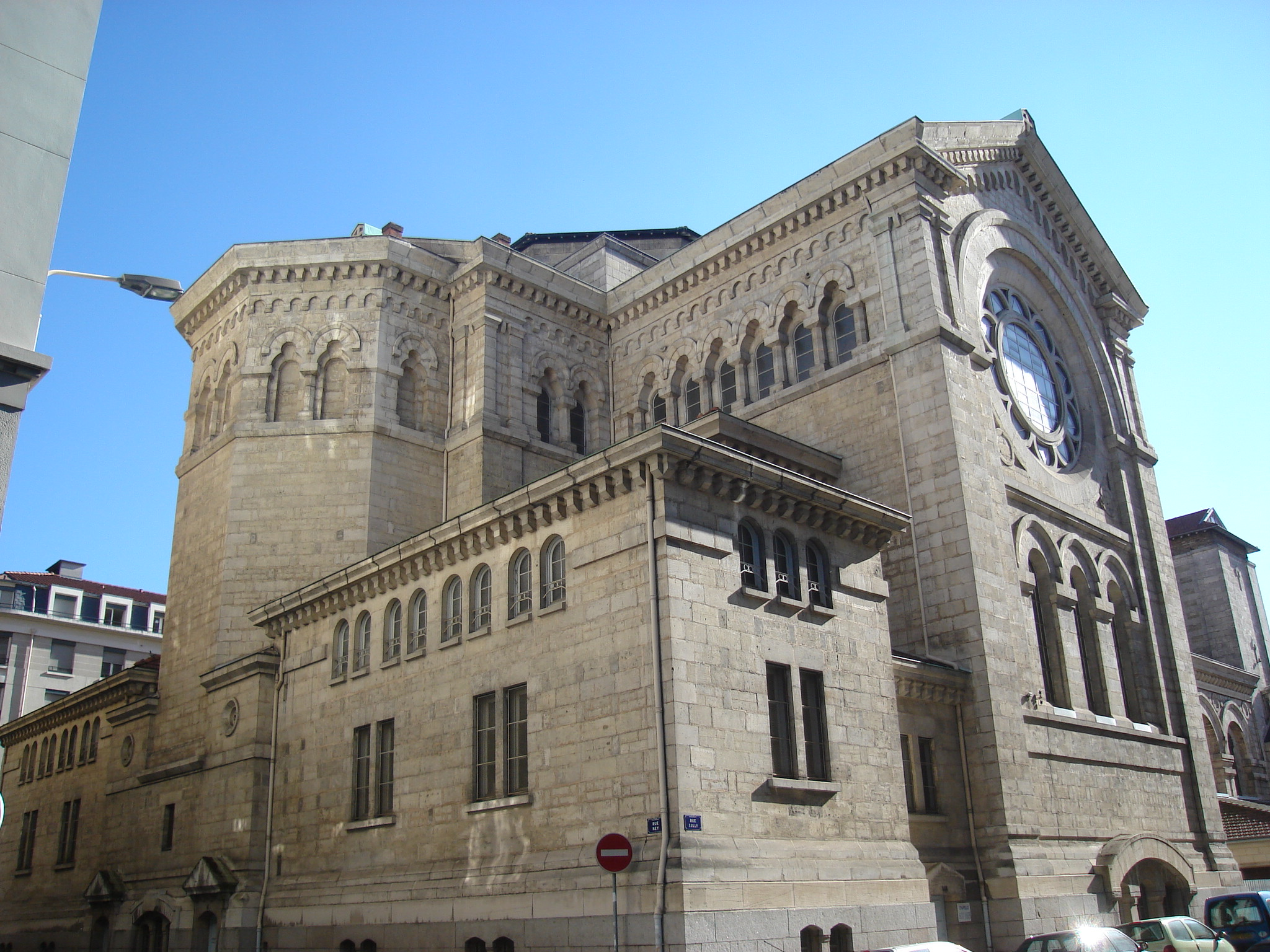
Église Saint-Joseph des Brotteaux, Lyon 6e
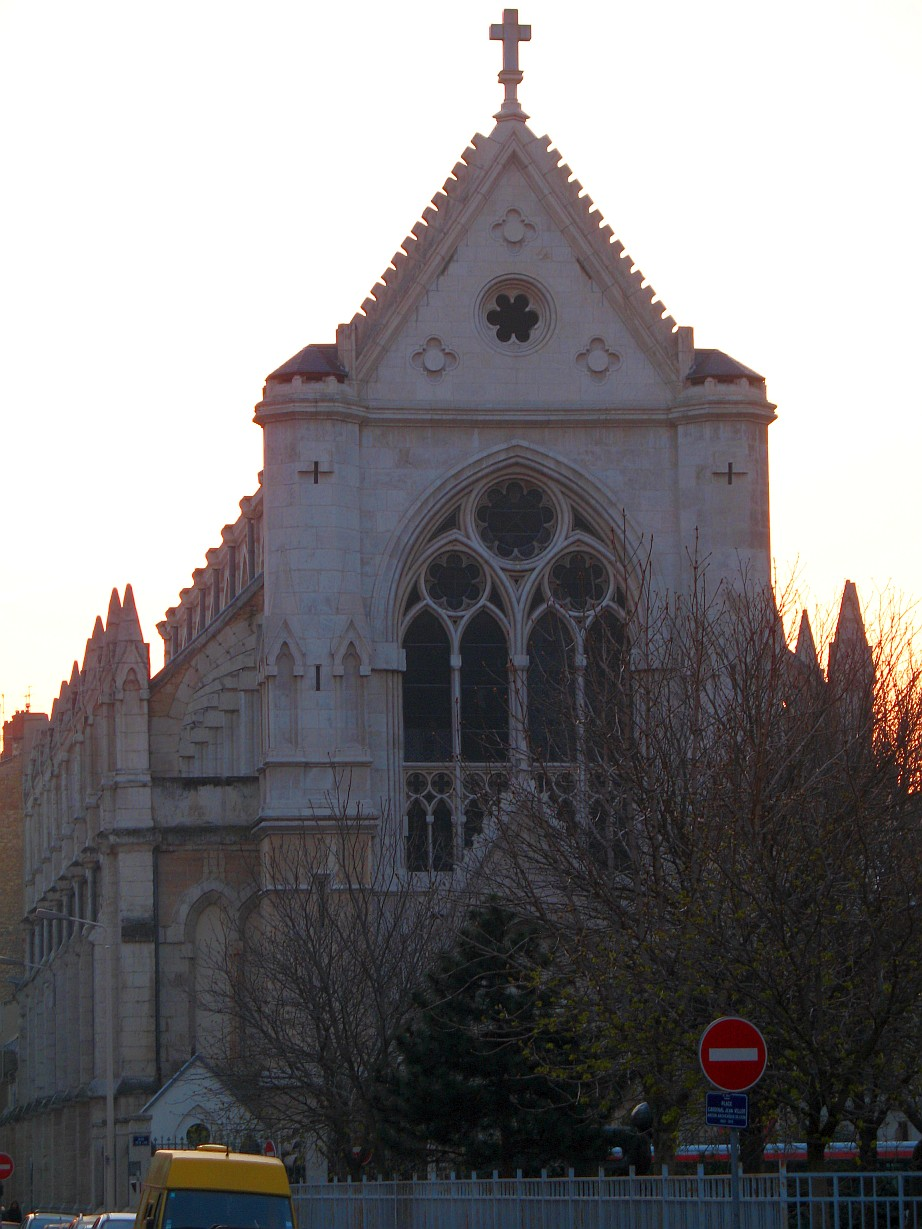
Église du Saint-Nom-de-Jésus

## 7earrondissement

### Culte catholique
- Église Saint-André, rue de Marseille.
- Église Notre-Dame des Anges, rue Félix Brun : église au cœur du quartier de Gerland
- Église Notre-Dame Saint-Louis, rue de la Madeleine : église au cœur de la Guillotière
- Église Saint-Antoine, avenue Jean Jaurès : église à Gerland
- Église Saint-Michel et Saint-André, avenue Berthelot : église rebâtie après les bombardements alliés de la Seconde Guerre mondiale sur l'avenue Berthelot
- Église Sainte-Marie de la Guillotière, boulevard des Tchécoslovaques (ensemble scolaire Chevreuil Lestonnac).
- Chapelle Notre-Dame des sept douleurs dite du Prado, rue de Père Chevrier.
- Chapelle des religieuses de l'Adoration Réparatrice, boulevard Yves Farge.

### Culte hébraïque
- Synagogue, 317 rue Duguesclin.

### Culte musulman
- Mosquée Mossab Ibn Omaïr : 15, rue Sébastien-Gryphe.
- Mosquée de Gerland : 64, rue Clément-Marot.

### Culte protestant
- Église réformée EPUdF, 50 rue Bancel
- Église Évangélique pentecôtiste, rue de Cronstadt.

### Culte orthodoxe
- Église de l'Annonciation, rue d'Athènes, fresques récentes (métropole grecque, patriarcat de Constantinople)

### Témoins de jéhovah
- Salle du royaume, rue de Lieutenant Colonel Girard.

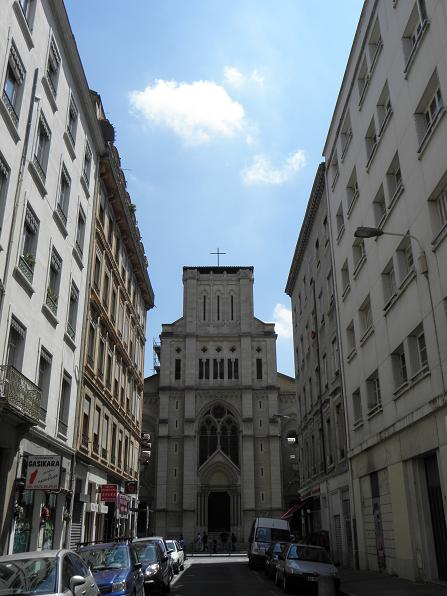
Église Saint-André
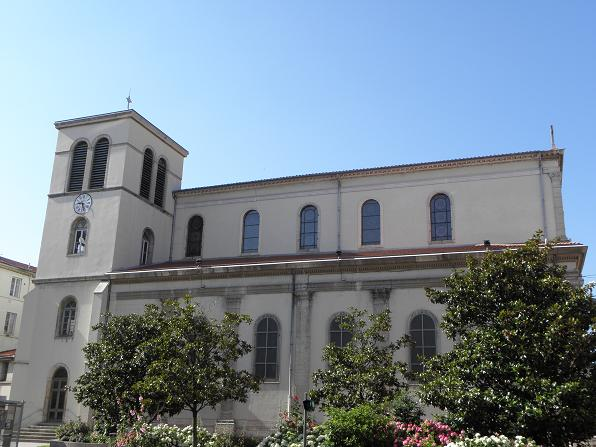
Église N.D. Saint-Louis de la Guillotière
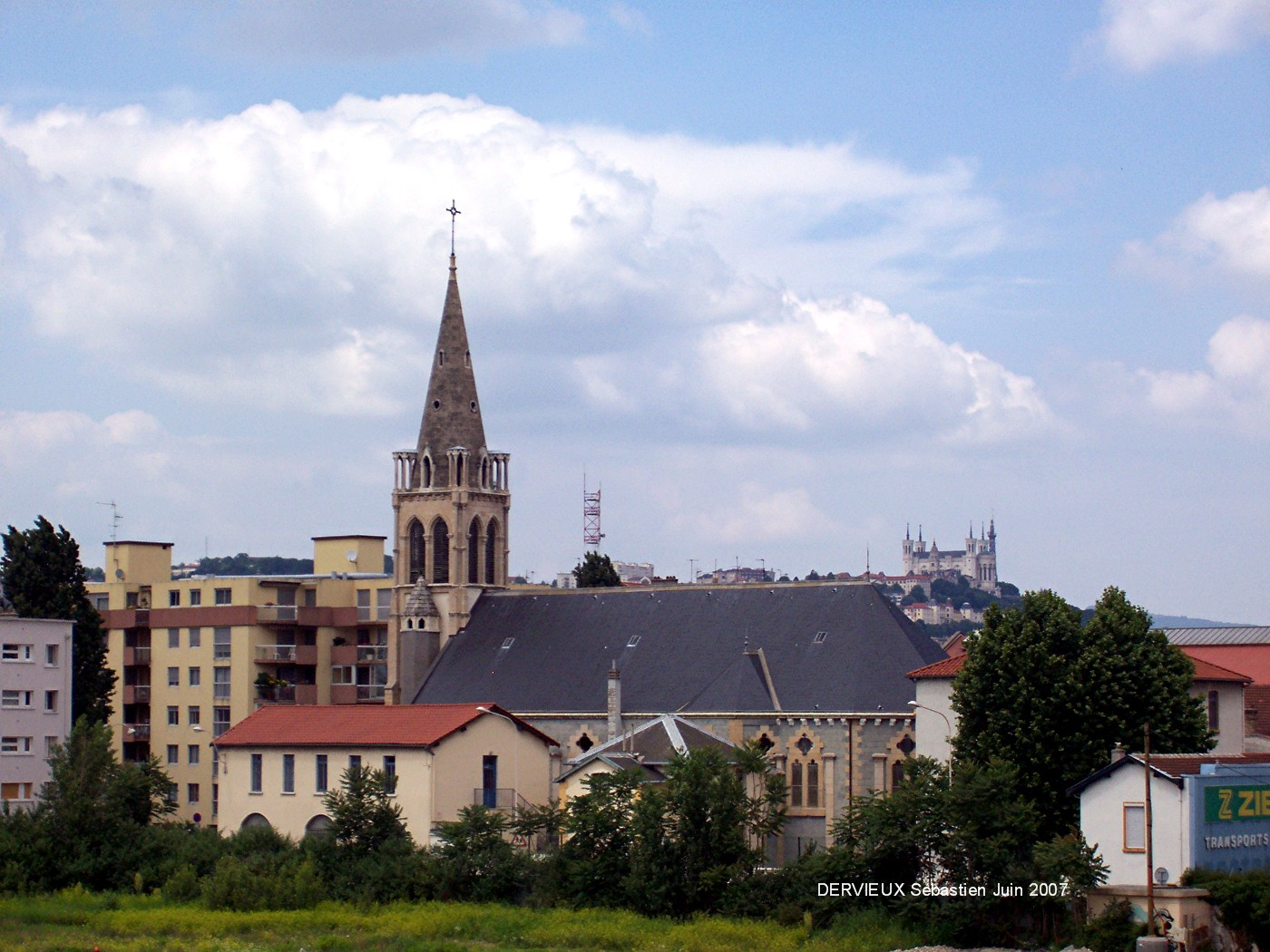
Église Notre-Dame-des-Anges
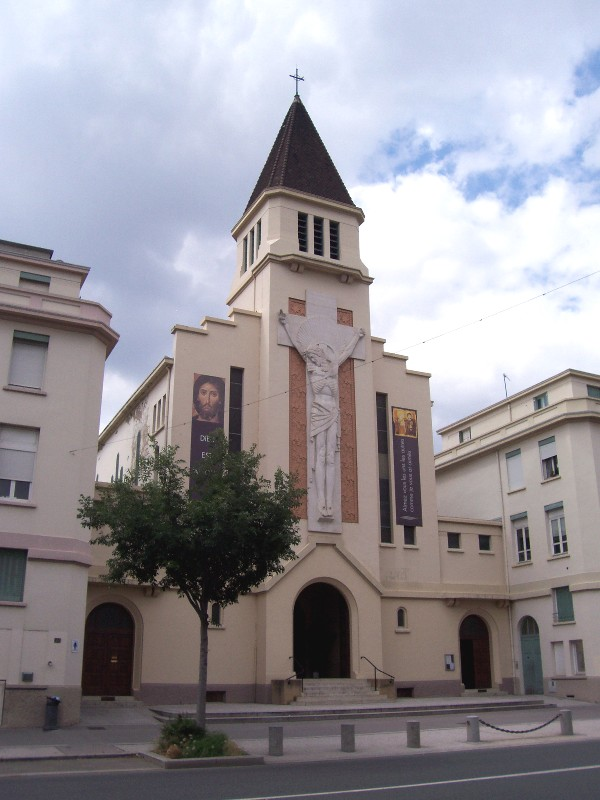
Église Saint-Antoine

## 8earrondissement

### Culte catholique

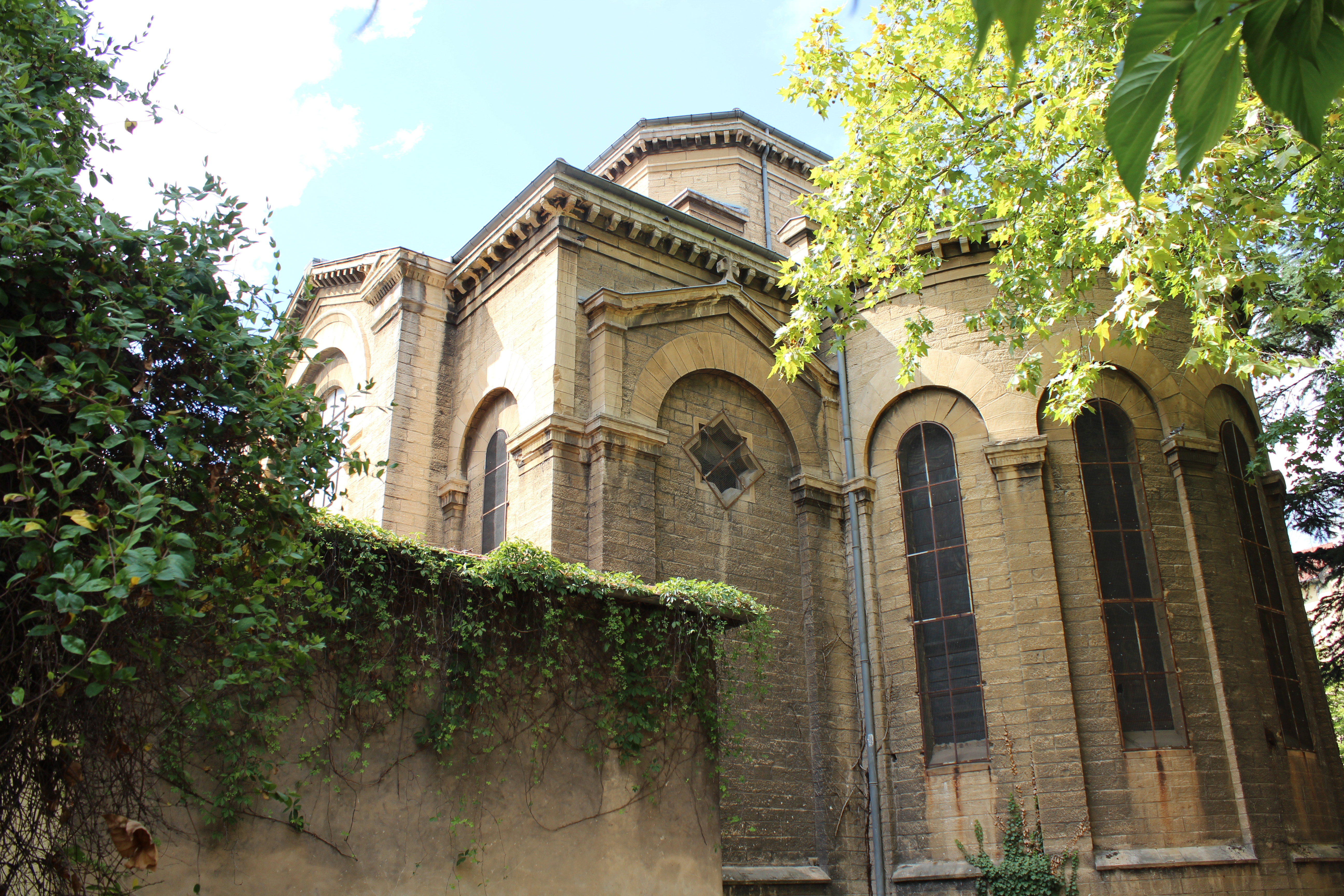
Église Saint-Maurice de Monplaisir.

- Église Notre-Dame-Saint-Alban, rue Laennec : église
- Église Saint-Maurice, rue Saint-Maurice : église
- Église Sainte-Trinité, place Marc Sanguier : église
- Église Saint-Jacques, rue Jean Sarrazin : église du quartier des États-Unis
- Église Notre-Dame de l'Assomption, rue Hugues Guérin.
- Église Saint-Vincent de Paul, route de Vienne (Lyon).
- Église Saint-Jean Apôtre, rue Berty Albrecht : église maronite.
- Chapelle Saint-Marc de l'école la Mache, boulevard Jean XXIII.
- Chapelle de l'hôpital Saint-Jean de Dieu, route de Vienne.
- Chapelle des Franciscaines, avenue Paul Santy (maison de retraite).

### Culte protestant
- Église protestante évangélique, rue Pierre Sonnerat.

### Culte musulman

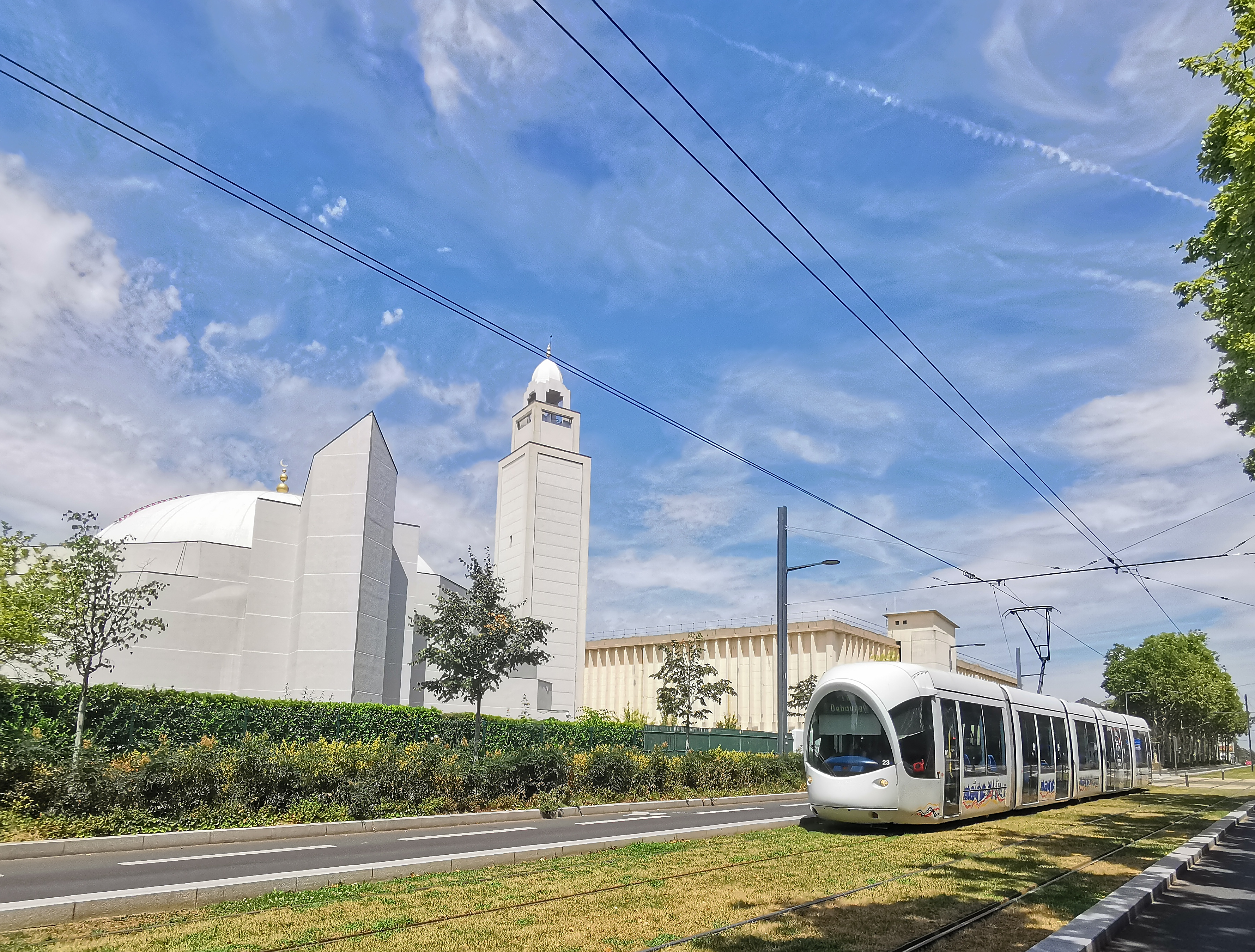
Grande Mosquée de Lyon

- Grande mosquée de Lyon : 146, Boulevard Pinel.
- Mosquée Al-Hadith : passage Comtois.
- Mosquée En-Nour : 21, rue Genton.
- Mosquée El-Houda : 15, rue Jules Froment.

### Mormon
- Église de Jésus-Christ des saints des derniers jours, rue Saint-Gervais.

### Culte hébraïque
- Synagogue Chaare Tzedek : 18, rue Saint Mathieu
- Synagogue Patah Eliahou : 3, impasse du Professeur Beauvisage

## 9earrondissement

### Culte catholique
- Église Saint-Pierre-aux-Liens de Vaise, boulevard Antoine de Saint Éxupéry : quartier de Vaise
- Église Notre-Dame Église abbatiale Notre-Dame de l'Île Barbe, place Notre-Dame de l'Île Barbe : vestiges médiévaux,
- Église Notre-Dame-de-l'Annonciation, rue de la Claire : église bâtie après les bombardements de la guerre de 1939-1945.
- Église Saint-Camille, rue de Docks : quartier de Vaise
- Église Notre-Dame-du-Monde-Entier de La Duchère, avenue du Plateau : quartier de La Duchère
- Église Notre-Dame de la Sauvegarde, avenue Notre-Dame de la Sauvegarde.
- Église Saint-François d'Assise, place Bernard Schönberg : quartier Saint-Rambert
- Église Saint-Rambert Bourg, place du Général Girodon.

### Culte hébraïque
- Synagogue , avenue de la Sauvegarde.

### Culte musulman
- Mosquée Al-Tawba, rue Beer Shewa.

### Culte protestant
- Évangélique réunions chrétienne, rue de la Corderie.

### Témoins de jéhovah
- Salle du royaume, impasse de la Trappe.

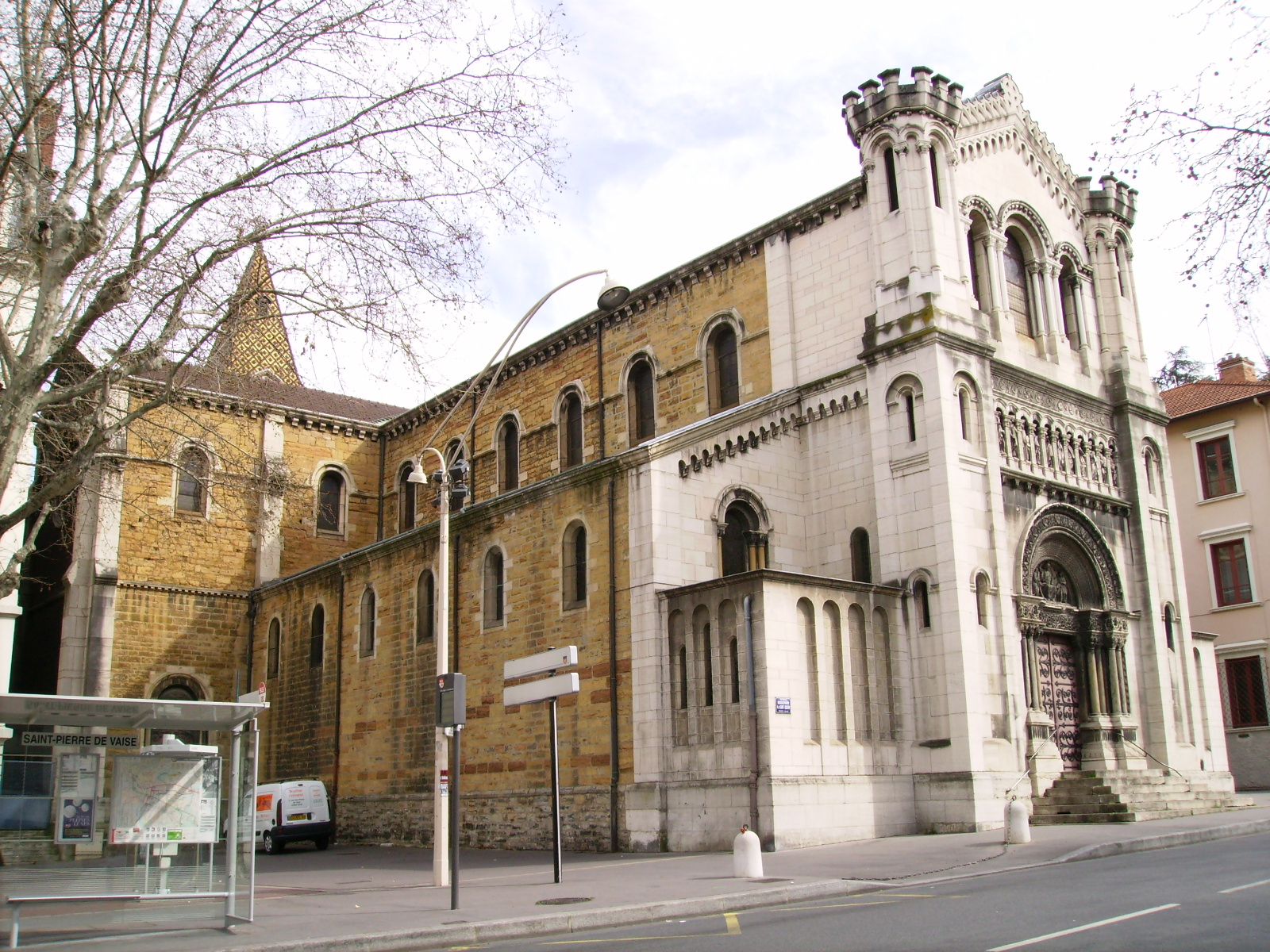
Église Saint-Pierre de Vaise
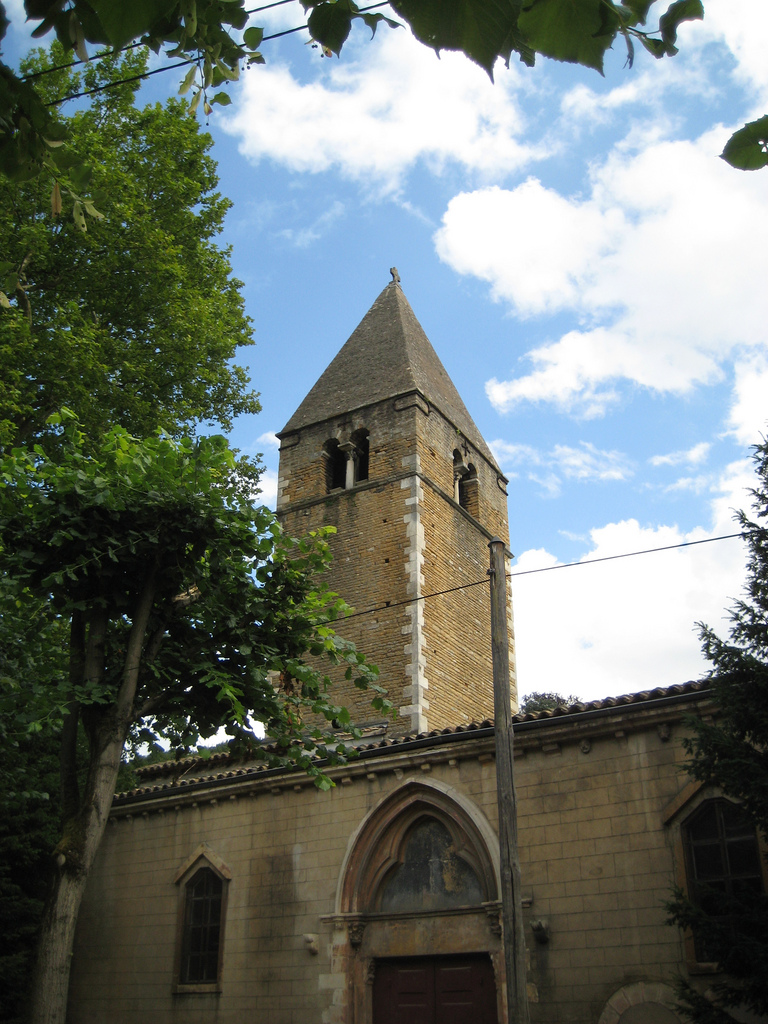
Église Notre-Dame de l'Île Barbe
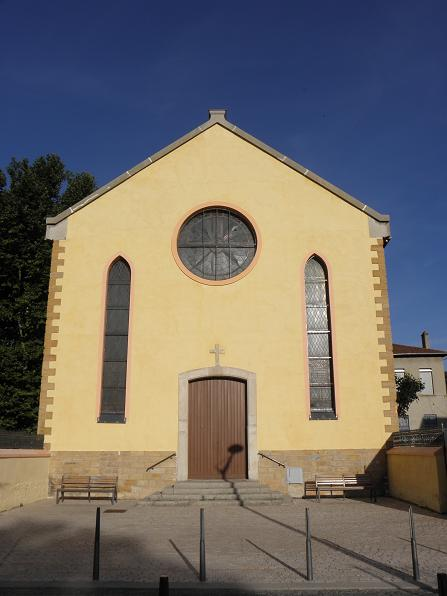
Église Saint-Camille

## Anciens édifices
- Carmel de Lyon